# ハロドリ。
『ハロドリ。』は、2020年4月7日（6日深夜）からテレビ東京他で放送中のドキュメント・音楽番組。アップフロントワークスの一社提供。タイトルロゴには『Hello!Project×Dream』が併記されている。

## 概要
放送開始から2023年3月まではハロプロ研修生、およびハロプロ研修生北海道の各研修生メンバーに密着し、デビューを目指して奮闘する彼女たちに迫るドキュメントがメインだった。
ハロー!プロジェクト25周年を迎え、2023年4月4日（3日深夜）より番組をマイナーリニューアル。ハロプロ研修生にスポットを当てるだけでなくハロプロ現役各グループへの密着やOGへのインタビューコーナーなども開始した。
2024年7月9日（8日深夜）より番組タイトルを『ハロドリ。-MUSIC-』に改題しフルリニューアルを実施。一連のハロプロ関係の専門番組としては『The Girls Live』以来、5年3か月ぶりとなる、純粋な音楽番組に回帰した形となった。なお、ドキュメントコーナーは継続している。

## 出演者
- ハロー!プロジェクト
  - モーニング娘。'25
  - アンジュルム
  - Juice=Juice
  - つばきファクトリー
  - BEYOOOOONDS
  - OCHA NORMA[注 1]
  - ロージークロニクル[注 2]
- ハロプロ研修生
- ナレーター：西山宏太朗（2023年4月4日 - ）[4]

### 過去の出演者
- ハロプロ研修生北海道[注 3]
- 櫻井孝宏（ナレーター、2020年4月 - 2022年10月）[注 4][5]
- 鈴村健一（ナレーター、2022年11月 - 2023年3月）[注 5]

※ 以下は、現ナレーター・西山の代役出演者。
- 伊東健人（2023年7月11日・2024年8月20日）
- 中島ヨシキ（2025年7月29日）

## 放送リスト

### ハロドリ。

#### 無印1期
2020年
| 2020年（令和2年）4月 - 12月 | 2020年（令和2年）4月 - 12月 | 2020年（令和2年）4月 - 12月 |
| 回                          | 放送日                      | 内容 |
| --------------------------- | --------------------------- | --- |
| 1                           | 2020年 4月7日               | 研修生たちに新番組がスタートするというサプライズ発表。研修生発表会に向けての写真撮影、ボーカルレッスン、ダンスレッスンに密着。新型コロナウイルスの影響で発表会の中止が決定。中止になった発表会の代わりに急きょテレビ東京のスタジオで歌収録を行うことが告げられる。 |
| 2                           | 4月14日                     | ハロプロ現役メンバーが見守る中、歌収録の準備にとりかかる研修生たち。リハーサル、ステージ衣装の準備などを経て本番の歌収録。「43度」「Crying」「愛あらばITS ALL RIGHT」の3曲を披露した。 |
| 3                           | 4月21日                     | 育成段階のハロプロ研修生に密着：ひなフェス、春の公開実力診断テスト 現役メンバーが研修生について語る座談会：譜久村聖、小田さくら、加賀楓（モーニング娘。'20）、岸本ゆめの、浅倉樹々（つばきファクトリー） ハロプロ研修生注目のメンバー紹介：米村姫良々、石栗奏美、窪田七海、斉藤円香、中山夏月姫 ひなフェスダイジェスト：ハロプロ研修生ユニット「都営大江戸線の六本木駅で抱きしめて」「スキちゃん」「ミステイク」 先輩から研修生にアドバイス：小田さくら（モーニング娘。'20） |
| 4                           | 4月28日                     | 注目のハロプロ研修生を紹介：山田苺、為永幸音、小野田華凜、松原ユリヤ 現役メンバーが研修生について語る座談会：譜久村聖、小田さくら、加賀楓（モーニング娘。'20）、岸本ゆめの、浅倉樹々（つばきファクトリー） ハロプロ研修生に密着：「ハロプロ研修生の只今ラジオ勉強中!!」ラジオ収録の模様 ひなフェスダイジェスト：ハロプロ研修生「ありがた迷惑物語」「やっちゃえ!GO!GO!」 先輩から研修生にアドバイス：岸本ゆめの、浅倉樹々（つばきファクトリー） |
| 5                           | 5月5日                      | 昨年加入のハロプロ研修生を紹介：橋田歩果、平山遊季、北原もも、江端妃咲、豫風瑠乃、村越彩菜、植村葉純 現役メンバーが研修生について語る座談会：譜久村聖、小田さくら、加賀楓（モーニング娘。'20）、岸本ゆめの、浅倉樹々（つばきファクトリー） ハロプロ研修生発表会ダイジェスト：ハロプロ研修生「白いTOKYO」 |
| 6                           | 5月12日                     | 昨年加入のハロプロ研修生を紹介：西﨑美空、広本瑠璃、西村風凛 現役メンバーが研修生について語る座談会：譜久村聖、小田さくら、加賀楓（モーニング娘。'20）、岸本ゆめの、浅倉樹々（つばきファクトリー） 実力診断テスト秘蔵映像：米村姫良々、石栗奏美、中山夏月姫、山田苺、窪田七海、為永幸音、松原ユリヤ、斉藤円香、小野田華凜 |
| 7                           | 5月19日                     | 研修生のセルフ動画「自宅での過ごし方」「ストレッチ」「特技・趣味」 研修生時代の思い出と後輩へのアドバイス：一岡伶奈（BEYOOOOONDS） うちで踊ろう1：村越彩菜・小野田華凜・植村葉純・豫風瑠乃「正しい青春ってなんだろう」 うちで踊ろう2：斉藤円香・米村姫良々・石栗奏美・中山夏月姫「46億年LOVE」 |
| 8                           | 5月26日                     | 研修生が憧れる先輩：植村「石田亜佑美」、窪田「佐藤優樹」、平山「小田さくら・段原瑠々」、中山・村越「牧野真莉愛」、江端「佐々木莉佳子」、北原「船木結」、豫風「高木紗友希」、松原「秋山眞緒」、橋田「一岡伶奈」、西﨑「里吉うたの」、西村「亀井絵里」、米村「鈴木愛理」、為永・広本「鞘師里保」、山田「鞘師里保・浜浦彩乃」、石栗・斉藤「工藤遥」、小野田「宮崎由加」 研修生時代の思い出と後輩へのアドバイス：船木結（アンジュルム）、段原瑠々（Juice=Juice） リモートライブ：ハロプロ研修生・ハロプロ研修生北海道「天まで登れ!」特別バージョン |
| 9                           | 6月2日                      | 研修生の得意なこと：米村「似顔絵」、松原「お笑いネタ」、斉藤「書道」 自慢の収集コレクション：窪田「洋服」、小野田「文房具」、山田「ミニチュア消しゴム」、中山「プロレスグッズ」、為永「開運グッズ」、石栗「木彫りの熊」 研修生時代の思い出と後輩へのアドバイス：清野桃々姫（BEYOOOOONDS）、宮本佳林（Juice=Juice） うちで踊ろう1：山田苺・中山夏月姫・平山遊季・西村風凛「女の園」 うちで踊ろう2：窪田七海・為永幸音・北原もも・橋田歩果「初恋サンライズ」 |
| 10                          | 6月9日                      | 研修生の得意なこと：村越「ジェイボード」、豫風「泣くこと」、植村「サーモンを切ること」、西村「野球」 研修生 元気の秘訣：平山「ヤクルトを飲むこと」 自慢の収集コレクション：広本「帽子」、江端「コスメグッズ」、北原「靴下」、西﨑「シャクレルプラネット」、橋田「御朱印」 研修生時代の思い出と後輩へのアドバイス：竹内朱莉（アンジュルム）、松永里愛（Juice=Juice） ライブ映像：ハロプロ研修生「絶対アイドル宣言」（研修生発表会2019年12月） |
| 11                          | 6月16日                     | 研修生同士のコミュニケーション：米村姫良々、石栗奏美、窪田七海、斉藤円香、中山夏月姫、山田苺 現役メンバーが研修生について語る座談会：竹内朱莉（アンジュルム）、金澤朋子（Juice=Juice）、山岸理子（つばきファクトリー）、一岡伶奈（BEYOOOOONDS） 研修生対談「久しぶりの再会」：橋田歩果、北原もも 研修生時代の思い出と後輩へのアドバイス：笠原桃奈、川村文乃（アンジュルム） ライブ映像：ハロプロ研修生「表参道A5」（Hello!Projectコンサート2020年1月） |
| 12                          | 6月23日                     | 研修生対談「同い年の先輩後輩」：松原ユリヤ、小野田華凜 現役メンバーが研修生について語る座談会：竹内朱莉（アンジュルム）、金澤朋子（Juice=Juice）、山岸理子（つばきファクトリー）、一岡伶奈（BEYOOOOONDS） 研修生時代の思い出と後輩へのアドバイス：佐々木莉佳子（アンジュルム）、山﨑愛生（モーニング娘。'20） ライブ映像：ハロプロ研修生「悪いヒト」（Hello!Projectコンサート2020年1月） |
| 13                          | 6月30日                     | 夏の公開実力診断テスト開催日決定の報告：譜久村聖（モーニング娘。'20） 研修生座談会「実力診断テスト開催決定」：平山遊季、斉藤円香、村越彩菜、窪田七海 研修生時代の思い出と後輩へのアドバイス：工藤由愛（Juice=Juice） 現役メンバーが研修生について語る座談会：小野田紗栞、谷本安美、小片リサ（つばきファクトリー）、井上玲音（Juice=Juice） ライブ映像：ハロプロ研修生「天まで登れ!」（Hello!Projectコンサート2020年1月） |
| 14                          | 7月7日                      | 実力診断テストの見所を紹介：米村姫良々、石栗奏美、山田苺、中山夏月姫、為永幸音、窪田七海、松原ユリヤ、斉藤円香、小野田華凜 研修生時代の思い出と後輩へのアドバイス：橋迫鈴（アンジュルム） 現役メンバーが研修生について語る座談会：小野田紗栞、谷本安美、小片リサ（つばきファクトリー）、井上玲音（Juice=Juice） ライブ映像：ハロプロ研修生ユニット「ミステイク」（Hello!Projectコンサート2020年1月） |
| 15                          | 7月14日                     | 実力診断テストの見所を紹介：広本瑠璃、橋田歩果、西﨑美空、平山遊季、北原もも、江端妃咲、豫風瑠乃、村越彩菜、植村葉純 現役メンバーが実力診断テストについて語る座談会：高瀬くるみ、前田こころ、山﨑夢羽、島倉りか（BEYOOOOONDS） 夏の公開実力診断テスト テスト順決定大抽選会 |
| 16                          | 7月21日                     | 実力診断テストへの想い「最も意識しているメンバーは?」「会場を見た感想」 現役メンバーが実力診断テストについて語る座談会：高瀬くるみ、前田こころ、山﨑夢羽、島倉りか（BEYOOOOONDS） 夏の公開実力診断テスト映像商品化の報告：譜久村聖（モーニング娘。'20） ライブ映像：ハロプロ研修生「Say! Hello!」（2019春の公開実力診断テスト） |
| 17                          | 7月28日                     | ハロプロ研修生のレッスン現場に密着 現役メンバーが研修生時代について語る座談会：高瀬くるみ、前田こころ、山﨑夢羽、島倉りか（BEYOOOOONDS） 公開実力診断テストに密着「リハーサルの様子」 夏の公開実力診断テスト「本番ダイジェスト」「結果発表」 |
| 18                          | 8月4日                      | 実力診断テストの舞台裏に密着「リハーサル、本番中の様子、本番前後の研修生にインタビュー」 実力診断テスト審査員のコメント：鈴木愛理、勝田里奈、宮崎由加 ハロプロ研修生ユニット ライブダイジェスト「ミステイク」「ショートカット」 |
| 19                          | 8月11日                     | 実力診断テストへの道のり「番組開始の報告から実力診断テスト直前までのダイジェスト」 実力診断テストへの道のり：中山夏月姫「涙の色（℃-ute）」 実力診断テストへの道のり：豫風瑠乃「生まれたてのBaby Love（Juice=Juice）」 ハロプロ研修生ライブダイジェスト：中山夏月姫・豫風瑠乃・小野田華凜「地団駄ダンス」 |
| 20                          | 8月18日                     | 実力診断テストへの道のり：橋田歩果「One Summer Night～真夏の決心～（カントリー・ガールズ）」 実力診断テストへの道のり：植村葉純「Missラブ探偵（W）」 実力診断テストへの道のり：米村姫良々「奇跡の香りダンス。（松浦亜弥）」 |
| 21                          | 8月25日                     | 実力診断テストへの道のり：北原もも「都会っ子純情（℃-ute）」 実力診断テストへの道のり：村越彩菜「旅立ちの春が来た（スマイレージ）」 実力診断テストへの道のり：西﨑美空「スッペシャル ジェネレ〜ション（Berryz工房）」 実力診断テストへの道のり：小野田華凜「「ひとりで生きられそう」って それってねえ、褒めているの?（Juice=Juice）」 |
| 22                          | 9月1日                      | 実力診断テストへの道のり：窪田七海「私の魅力に 気づかない鈍感な人（光井愛佳）」 実力診断テストへの道のり：平山遊季「Come with me（こぶしファクトリー）」 実力診断テストへの道のり：斉藤円香「今夜だけ浮かれたかった（つばきファクトリー）」 |
| 23                          | 9月8日                      | 実力診断テストへの道のり：江端妃咲「21時までのシンデレラ（Berryz工房）」 実力診断テストへの道のり：為永幸音「抱いてよ! PLEASE GO ON（後藤真希）」 実力診断テストへの道のり：松原ユリヤ「赤いイヤホン（アンジュルム）」 |
| 24                          | 9月15日                     | 実力診断テストへの道のり：山田苺「SHALL WE LOVE?（ごまっとう）」 実力診断テストへの道のり：石栗奏美「リゾナント ブルー（モーニング娘。）」 実力診断テストへの道のり：広本瑠璃「タチアガール（スマイレージ）」 |
| 25                          | 9月22日                     | 9ヶ月ぶり 研修生発表会のリハーサルに密着 研修生発表会への想い |
| 26                          | 9月29日                     | 研修生発表会の舞台裏に密着 ハロプロ研修生出身 同期の対談：羽賀朱音（モーニング娘。'20）、新沼希空（つばきファクトリー） 研修生発表会ライブパフォーマンス：松原ユリヤ・小野田華凜・平山遊季・北原もも「43度」 研修生発表会ライブパフォーマンス：為永幸音・松原ユリヤ・江端妃咲・植村葉純「表参道A5」 研修生発表会ライブパフォーマンス：中山夏月姫・小野田華凜・豫風瑠乃「Crying」 研修生発表会ライブパフォーマンス：橋田歩果・西﨑美空・江端妃咲・村越彩菜「正しい青春って何だろう」 |
| 27                          | 10月6日                     | 研修生発表会の舞台裏に密着「本番前日のリハーサル」 研修生発表会初日の様子 研修生発表会ライブパフォーマンス：広本瑠璃、北原もも「まっさらブルージーンズ」 |
| 28                          | 10月13日                    | 研修生発表会の舞台裏に密着「ソロパフォーマンスの舞台裏」：中山夏月姫、松原ユリヤ、北原もも、石栗奏美、窪田七海、小野田華凜、為永幸音 |
| 29                          | 10月20日                    | 研修生発表会の舞台裏に密着「無人カメラ前の様子」 現役メンバーが研修生時代を語る座談会：高木紗友希、宮本佳林、植村あかり、稲場愛香（Juice=Juice） 研修生発表会ライブパフォーマンス：石栗奏美・山田苺・中山夏月姫・為永幸音「初恋サンライズ」 研修生発表会ライブパフォーマンス：為永幸音・広本瑠璃・西﨑美空・北原もも「念には念(念入りVer.)」 研修生発表会ライブパフォーマンス：窪田七海・松原ユリヤ・斉藤円香・小野田華凜「愛あらばIT'S ALL RIGHT」 研修生発表会ライブパフォーマンス：米村姫良々・石栗奏美・中山夏月姫・平山遊季「46億年LOVE」 |
| 30                          | 10月27日                    | 研修生発表会の舞台裏に密着「無人カメラ前の様子」 現役メンバーが研修生時代を語る座談会：高木紗友希、宮本佳林、植村あかり、稲場愛香（Juice=Juice） 研修生発表会ライブパフォーマンス：米村姫良々・山田苺・窪田七海・松原ユリヤ「Go Waist」 研修生発表会ライブパフォーマンス：中山夏月姫・小野田華凜・豫風瑠乃「地団駄ダンス」 研修生発表会ライブパフォーマンス：為永幸音・松原ユリヤ・植村葉純「女の園」 研修生発表会ライブパフォーマンス：米村姫良々・石栗奏美・窪田七海・斉藤円香「ショートカット」 |
| 31                          | 11月3日                     | ついに決定!アンジュルム新メンバー発表の瞬間 デビュー決定!ハロプロ研修生 夢を掴んだ瞬間に密着 アンジュルム新メンバーお披露目の現場に密着 |
| 32                          | 11月10日                    | ハロプロ研修生ユニットの野外ライブに密着 ・TOKYO IDOL FESTIVAL オンライン2020：「ミステイク」「目立ってDo Dance」「彼女になりたい」「やっちゃえ!GO!GO!」「シャララ!やれるはずさ」 ・NATSUZOME 2020 Legend：「Crying」「ありがた迷惑物語」「ミステイク」「都営大江戸線の六本木駅で抱きしめて」 |
| 33                          | 11月17日                    | 研修生が先輩のライブ「Hello! Project 2020 ～The Ballad～」を見学 ・名古屋公演の見学に密着：中山夏月姫、江端妃咲、米村姫良々 ・研修生から先輩に質問：譜久村聖(モーニング娘。'20)、金澤朋子(Juice=Juice)、浅倉樹々(つばきファクトリー)、高瀬くるみ(BEYOOOOONDS) ・福岡公演の見学に密着：西﨑美空、広本瑠璃、石栗奏美 ・研修生から先輩に質問：牧野真莉愛(モーニング娘。'20)、稲場愛香(Juice=Juice)、川村文乃(アンジュルム)、島倉りか(BEYOOOOONDS) |
| 34                          | 11月24日                    | 研修生が先輩のライブ「Hello! Project 2020 ～The Ballad～」を見学 ・横浜1公演目の見学に密着：窪田七海、平山遊季、北原もも、豫風瑠乃、植村葉純 ・研修生から先輩に質問：小田さくら(モーニング娘。'20)、高木紗友希(Juice=Juice)、山岸理子(つばきファクトリー)、竹内朱莉、佐々木莉佳子(アンジュルム) ・横浜2公演目の見学に密着：山田苺、松原ユリヤ、斉藤円香、小野田華凜、橋田歩果、村越彩菜 ・研修生から先輩に質問：加賀楓(モーニング娘。'20)、段原瑠々(Juice=Juice)、笠原桃奈(アンジュルム)、岸本ゆめの(つばきファクトリー)、山﨑夢羽(BEYOOOOONDS) 研修生の野外イベントに密着：橋田歩果、北原もも、小野田華凜、松原ユリヤ、斉藤円香「Rainbow(ハロプロ研修生)」 |
| 35                          | 12月1日                     | 新人ハロプロ研修生 初リハーサルに密着：有澤一華、石山咲良 研修生発表会のリハーサルに密着「ぴったりしたいX'mas!(プッチモニ)」：小野田華凜、村越彩菜、植村葉純 ハロプロ研修生内で選抜オーディションを開催「課題曲の発表」 |
| 36                          | 12月8日                     | 新人ハロプロ研修生 初めての写真撮影：有澤一華、石山咲良 研修生発表会のリハーサルに密着「ぴったりしたいX'mas!(プッチモニ)」：小野田華凜、村越彩菜、植村葉純 ハロプロ研修生内で選抜オーディションを開催「自主練習の様子」 |
| 37                          | 12月17日                    | ハロプロ研修生 選抜オーディションに密着 選抜オーディションの結果発表 |
| 38                          | 12月22日                    | アンジュルム新メンバー 初ステージまでの軌跡「リハーサル、レコーディングに密着」：松本わかな、川名凜、為永幸音（アンジュルム） アンジュルム新メンバー 初ステージの日本武道館公演に密着 |

2021年
| 2021年（令和3年）1月 - 12月 | 2021年（令和3年）1月 - 12月 | 2021年（令和3年）1月 - 12月 |
| 回                          | 放送日                      | 内容 |
| --------------------------- | --------------------------- | --- |
| 39                          | 2021年 1月5日               | 研修生発表会12月公演の舞台裏に密着「限りあるMoment(アンジュルム)」：有澤一華、石山咲良 研修生発表会12月公演の舞台裏に密着「ぴったりしたいX'mas!(プッチモニ)」：小野田華凜、村越彩菜、植村葉純 |
| 40                          | 1月12日                     | 研修生発表会12月公演の舞台裏に密着：橋田歩果 研修生発表会 初めての挑戦に密着：江端妃咲、平山遊季、中山夏月姫 |
| 41                          | 1月19日                     | 研修生ダンス選抜メンバーに密着「Borderline(Juice=Juice)」：窪田七海、小野田華凜、江端妃咲、植村葉純、石山咲良 研修生ダンス選抜メンバーに密着「セクシーキャットの演説(モーニング娘。'16)」：米村姫良々、小野田華凜、西﨑美空、北原もも、江端妃咲、豫風瑠乃、植村葉純、石山咲良 |
| 42                          | 1月26日                     | 研修生ボーカル選抜メンバーに密着「Thanks!(GAM)」：石栗奏美＆平山遊季、窪田七海＆広本瑠璃 研修生ボーカル選抜メンバーに密着「My Days for You(真野恵里菜)」：中山夏月姫、豫風瑠乃 ハロプロ研修生に新展開「研修生発表会3月公演と研修生実力診断テストの開催、Juice=Juice＆つばきファクトリー合同新メンバーオーディションの開催」：譜久村聖（モーニング娘。'21） |
| 43                          | 2月2日                      | 研修生発表会3月公演の選抜オーディション開催「3チームによる対抗戦、課題曲の発表、チーム分け抽選会」 ハロプロ研修生ライブパフォーマンス「天まで登れ!」：北原もも・窪田七海・斉藤円香・松原ユリヤ・橋田歩果・平山遊季・小野田華凜・山田苺 |
| 44                          | 2月9日                      | チーム対抗オーディションのミーティング「チーム名とリーダーの決定」 ハロプロ研修生ユニットライブパフォーマンス「Crying」：米村姫良々・石栗奏美・窪田七海・斉藤円香 |
| 45                          | 2月16日                     | チーム対抗オーディションのミーティング「練習方法の話し合い」 ハロプロ研修生ユニットライブパフォーマンス「悪いヒト」：米村姫良々・石栗奏美・窪田七海・斉藤円香 |
| 46                          | 2月23日                     | チーム対抗オーディションの練習に密着「スタジオでの対面練習」 ハロプロ研修生ユニットライブパフォーマンス「ミステイク」：米村姫良々・石栗奏美・窪田七海・斉藤円香 |
| 47                          | 3月2日                      | チーム対抗オーディションに密着「オーディション当日の模様、審査結果の発表」：宮本佳林 |
| 48                          | 3月9日                      | ダンス選抜オーディションに密着 ボーカル選抜オーディションに密着：宮本佳林 ハロプロ研修生発表会3月公演の模様「新グループ結成の発表、研修生単独公演の発表」：まこと（シャ乱Q）、譜久村聖（モーニング娘。'21） |
| 49                          | 3月16日                     | ハロプロ研修生ユニット 新グループメンバー決定の瞬間と舞台裏：米村姫良々、石栗奏美、窪田七海、斉藤円香 発表を受けた研修生たちの想い：中山夏月姫、松原ユリヤ、小野田華凜、江端妃咲、広本瑠璃 |
| 50                          | 3月23日                     | ハロプロ研修生発表会3月公演の舞台裏に密着「チーム対抗選抜、ダンス選抜、ボーカル選抜のライブとコメント」 |
| 51                          | 3月30日                     | ハロプロ研修生発表会 成長を見せたメンバーに密着：小野田華凜、植村葉純 ハロプロ研修生新曲『アニマルランド』のレコーディングとリハーサルに密着 研修生発表会新曲ライブパフォーマンス「アニマルランド」 |
| 52                          | 4月6日                      | ハロプロ研修生 単独ライブに向けて始動「タイトル決定、チーム分け、楽曲について」 単独ライブで披露する楽曲決め会議：ハロプロ研修生ユニット |
| 53                          | 4月13日                     | ハロプロ研修生 単独ライブのリハーサルに密着「西チームと東チームのリハーサル」 ハロプロ研修生ユニットのリハーサルに密着 |
| 54                          | 4月20日                     | ハロプロ研修生 単独ライブのリハーサルに密着「チームホワイト・チーム紅・チームたまむし・研修生ユニットのリハーサル」 ハロプロ研修生 初の中野サンプラザ単独ライブに密着 |
| 55                          | 4月27日                     | ハロプロ研修生 実力診断テストの抽選会に密着（単独ライブにて公開抽選）「歌唱順と曲名発表」 ハロプロ研修生 実力診断テストへの想い「意気込みと気になるメンバー」 単独ライブ ライブパフォーマンス「彼女になりたいっ!!!」 |
| 56                          | 5月4日                      | ハロプロ研修生 初単独ライブの舞台裏に密着「西チーム・東チームのリハーサルとステージの模様」 ハロプロ研修生ユニット 野外イベントに密着「舞台裏とステージの模様」 ハロプロ研修生新曲「きみの登場」初披露の舞台裏 ハロプロ研修生新曲ライブパフォーマンス「きみの登場」 |
| 57                          | 5月11日                     | 実力診断テストに挑むハロプロ研修生「実力診断テストまでの道のり、テストにかける思いを語る、自主練習動画」：有澤一華、広本瑠璃、村越彩菜、西﨑美空 |
| 58                          | 5月18日                     | 実力診断テストに挑むハロプロ研修生「実力診断テストまでの道のり、テストにかける思いを語る、自主練習動画」：平山遊季、江端妃咲、植村葉純、小野田華凜、松原ユリヤ |
| 59                          | 5月25日                     | 実力診断テストに挑むハロプロ研修生「実力診断テストまでの道のり、テストにかける思いを語る、自主練習動画」：橋田歩果、北原もも、中山夏月姫、石山咲良、豫風瑠乃 |
| 60                          | 6月1日                      | ハロプロ研修生ユニットのライブに密着「TOKYO IDOL FESTIVAL、クロフェス2021のライブステージと舞台裏」：米村姫良々、石栗奏美、窪田七海、斉藤円香 ハロプロ研修生ユニット単独ライブ決定発表に密着 ハロプロ研修生 実力診断テストの結果速報「リーハサル、本番ダイジェスト、結果発表」 |
| 61                          | 6月8日                      | 実力診断テスト初挑戦への道のり：有澤一華「SONGS (モーニング娘。)」 実力診断テスト初挑戦への道のり：石山咲良「Magic of Love (J=J 2015Ver.) (Juice=Juice)」 |
| 62                          | 6月15日                     | 実力診断テストへの道のり：広本瑠璃「ドンデンガエシ (アンジュルム)」 実力診断テストへの道のり：村越彩菜「次々続々 (アンジュルム)」 実力診断テストへの道のり：西﨑美空「愛して 愛して 後一分 (モーニング娘。)」 ハロプロ研修生ユニットライブパフォーマンス「ミステイク」 |
| 63                          | 6月22日                     | 実力診断テストへの道のり：平山遊季「Rockの定義 (田中れいな)」 実力診断テストへの道のり：江端妃咲「VERY BEAUTY (Berryz工房)」 実力診断テストへの道のり：植村葉純「大人なのよ! (Berryz工房)」 ハロプロ研修生ユニットライブステージ「ショートカット（スマイレージ）」 |
| 64                          | 6月29日                     | 実力診断テストへの道のり：小野田華凜「Do it! Now (モーニング娘。)」 実力診断テストへの道のり：松原ユリヤ「Are you Happy (モーニング娘。'18)」 実力診断テストへの道のり：橋田歩果「Kiss!Kiss!Kiss! (Buono!)」 ハロプロ研修生ライブパフォーマンス「きみの登場」 |
| 65                          | 7月6日                      | 実力診断テストへの道のり：北原もも「ブギートレイン'03 (藤本美貴)」 実力診断テストへの道のり：中山夏月姫「記憶の迷路 (High-King)」 実力診断テストへの道のり：豫風瑠乃「この世界は捨てたもんじゃない (Juice=Juice)」 ハロプロ研修生ユニット（新グループ）に新展開「加入メンバー決定、オーディション開催」 |
| 66                          | 7月13日                     | ハロプロ研修生ユニット 初の単独ライブに密着 ハロプロ研修生ユニット 加入メンバー発表の舞台裏：中山夏月姫、広本瑠璃、西﨑美空、北原もも |
| 67                          | 7月20日                     | ついに決定! Juice=Juice新メンバー発表の舞台裏：入江里咲、有澤一華、江端妃咲 ハロプロ研修生最新曲ライブパフォーマンス「Upside down girl」 |
| 68                          | 7月27日                     | つばきファクトリー 新メンバー発表の舞台裏：河西結心、八木栞、福田真琳、豫風瑠乃 ハロプロ研修生たちに新たな動きが!「IDOL CONTENT EXPO に出演決定」 ハロプロ研修生ユニット 夏の大型イベント [@JAM EXPO 2020-2021] に出演決定! |
| 69                          | 8月3日                      | ハロプロ研修生ユニット 新メンバーのお披露目ライブに密着「リハーサル、本番ライブ、お披露目の挨拶」：米村姫良々、石栗奏美、窪田七海、斉藤円香、中山夏月姫、広本瑠璃、西﨑美空、北原もも |
| 70                          | 8月10日                     | ハロプロ研修生 夏のコンサート「Hello! Project 2021 Summer Sapphire & Ruby」に密着 ハロプロ研修生 初のアイドルイベントに密着「IDOL CONTENT EXPO」 |
| 71                          | 8月17日                     | ハロプロ研修生 3rdアルバム『3-STARS』発売決定「収録曲の紹介、レコーディングに密着、ライブ初披露時の模様」 |
| 72                          | 8月24日                     | 新人ハロプロ研修生と初対面：吉田姫杷、川嶋美楓 新人ハロプロ研修生 発表会のリハーサルに密着 ハロプロ研修生ユニット 横浜アリーナ「@JAM EXPO 2020-2021」に向けたミーティング |
| 73                          | 8月31日                     | 新人ハロプロ研修生 発表会に向けたリハーサル：吉田姫杷、川嶋美楓 ハロプロ研修生ユニットの新曲テレビ初公開「ミーティング、リハーサルに密着」 |
| 74                          | 9月7日                      | ハロプロ研修生ユニット 横浜アリーナ「@JAM EXPO 2020-2021」に密着「リハーサル、メンバーの意気込み、舞台裏とライブの模様」 ハロプロ研修生ユニットライブパフォーマンス「Go Your Way」（@JAM EXPO 2020-2021） |
| 75                          | 9月14日                     | 新人ハロプロ研修生 発表会に向けたリハーサル：吉田姫杷、川嶋美楓 ハロプロ研修生ユニット新メンバー4人の挑戦「ハロー！プロジェクトコンサートに向けたリハーサルとライブに密着」：中山夏月姫、広本瑠璃、西﨑美空、北原もも |
| 76                          | 9月21日                     | 新人ハロプロ研修生 初ステージまでの舞台裏に密着「リハーサル、ライブ当日の模様」：吉田姫杷、川嶋美楓 ハロプロ研修生 3rdアルバム『3-STARS』完成「CDを受け取ったメンバーの感想」 |
| 77                          | 9月28日                     | 研修生発表会の舞台裏に密着「Zepp Tokyo公演のリハーサルとライブの模様」 ハロプロ研修生ユニットライブパフォーマンス「Go Your Way」（ハロプロ研修生発表会9月公演） |
| 78                          | 10月5日                     | 研修生発表会の舞台裏に密着「Uraha=Lover(アンジュルム)」：松原、小野田、橋田、平山、村越、植村、石山 研修生発表会の舞台裏に密着「Moonlight night 〜月夜の晩だよ〜(モーニング娘。)」：小野田、北原、平山 ハロプロ研修生ライブパフォーマンス「Upside down girl」 |
| 79                          | 10月12日                    | 研修生発表会の舞台裏に密着「部活終わりに新しいジャージに着替える乙女心(ハロプロ研修生)」：橋田、村越、石山 ハロプロ研修生ユニット 研修生発表会の舞台裏に密着「微炭酸(Juice=Juice)」：米村、石栗、中山、窪田、斉藤、広本、西﨑、北原 |
| 80                          | 10月19日                    | ハロプロ研修生 ライブイベント「ODYSSEY PRESENTS MIXTURE★POP」の舞台裏に密着：松原、小野田、橋田、平山、村越、植村、石山 ハロプロ研修生 ファンクラブイベントに密着 |
| 81                          | 10月26日                    | ハロプロ研修生が出演する舞台「図書館物語～3つのブックマーク～」のキャスト紹介 ハロプロ研修生舞台楽曲投票ランキングベスト10の発表 |
| 82                          | 11月2日                     | つばきファクトリー コンサート2021 CAMELLIA「～日本武道館スッペシャル～」の模様 ハロプロ研修生ユニット つばきファクトリー武道館公演オープニングアクトの舞台裏に密着 ハロプロ研修生ユニットが宮本佳林に悩み相談(1) ハロプロ研修生の舞台稽古に密着(1) |
| 83                          | 11月9日                     | ハロプロ研修生ユニットが宮本佳林に悩み相談(2) ハロプロ研修生の舞台稽古に密着(2) ハロプロ研修生ユニットのミーティング ハロプロ研修生新人2人の奮闘「3rdアルバム発売記念イベント」：吉田姫杷、川嶋美楓 ハロプロ研修生ライブパフォーマンス「きみの登場」(3rdアルバム発売記念イベント) |
| 84                          | 11月16日                    | ハロプロ研修生 舞台劇中歌の稽古に密着 ハロプロ研修生の舞台稽古に密着(3)「衣装を着て通し稽古」 |
| 85                          | 11月23日                    | ハロプロ研修生が出演する舞台に密着「小屋入り、通しリハーサル」 アンジュルムコンサート2021 桃源郷～笠原桃奈卒業スペシャル～(日本武道館)の模様 ハロプロ研修生ユニット アンジュルム武道館公演オープニングアクトの舞台裏に密着 ハロプロ研修生ユニットライブパフォーマンス「Go Your Way」 |
| 86                          | 11月30日                    | ハロプロ研修生 舞台の千秋楽に密着 ハロプロ研修生ユニット新曲『デート前夜狂想曲』テレビ初公開 ハロプロ研修生 12月の発表会に向けて始動 |
| 87                          | 12月7日                     | ハロプロ研修生 発表会に向けてダンスリハーサル Juice=Juice Concert2021～FAMILIA～金澤朋子ファイナル(横浜アリーナ)の模様 ハロプロ研修生ユニット Juice=Juice横浜アリーナ公演オープニングアクトの舞台裏に密着 ハロプロ研修生ユニットライブパフォーマンス「デート前夜狂想曲」 |
| 88                          | 12月14日                    | 発表会に向けて奮闘するハロプロ研修生：川嶋美楓 MV紹介「Teenage Solution (モーニング娘。'21)」 先輩とのコラボ企画(1) ついに新メンバー＆グループ名が決定！ハロプロ研修生発表会の速報「グループ名は『OCHA NORMA』、新メンバー：筒井澪心、田代すみれ」 |
| 89                          | 12月21日                    | OCHA NORMA 新メンバー決定の瞬間に密着「オーディションの様子」：筒井澪心、田代すみれ Juice=Juice新曲紹介：「Future Smile」ライブ映像 OCHA NORMA 新メンバーお披露目の舞台裏「研修生発表会にてお披露目、メンバー初対面」 先輩とのコラボ企画(2) |
| 90                          | 12月28日                    | OCHA NORMA 新メンバー発表の舞台裏（前回のダイジェスト） モーニング娘。'21コンサート Teenage Solution ～佐藤優樹 卒業スペシャル～ (日本武道館)の模様 OCHA NORMA 新メンバーが加わり初の日本武道館ステージ「モーニング娘。'21武道館公演オープニングアクトの舞台裏に密着」 OCHA NORMA メンバーソロ歌唱：米村・西﨑・斉藤・中山 ハロプロ研修生 最新曲初披露までの道のり「レッスン、リハーサルに密着」 ハロプロ研修生ライブパフォーマンス「色とりどり伸びよ!!」（ハロプロ研修生発表会12月公演） 先輩とのコラボ企画(3) OCHA NORMA「恋のクラウチングスタート」がドラマ「真夜中にハロー!」オープニング曲に決定 |

2022年
| 2022年（令和4年）1月 - 12月 | 2022年（令和4年）1月 - 12月 | 2022年（令和4年）1月 - 12月 |
| 回                          | 放送日                      | 内容 |
| --------------------------- | --------------------------- | --- |
| 91                          | 2022年 1月11日              | アンジュルム平山遊季デビューの瞬間に密着 OCHA NORMAメンバーカラー決定 先輩とのコラボ企画(4) |
| 92                          | 1月18日                     | ハロプロ研修生 年末のライブパフォーマンスに密着 金澤朋子と佐藤優樹がスタジオレコーディングでコラボ OCHA NORMA新曲初披露の舞台裏に密着 先輩とのコラボ企画(5) |
| 93                          | 1月25日                     | ハロプロ研修生 今年最初のライブに密着 MV紹介「英雄〜笑って!ショパン先輩〜 (BEYOOOOONDS)」 OCHA NORMAファンクラブイベントの舞台裏に密着 先輩とのコラボ企画(6) |
| 94                          | 2月1日                      | OCHA NORMA デビューに向けてミーティング「円陣の掛け声」 MV紹介「ハイビート気分 (鈴木愛理)」 ハロプロ研修生 チーム対抗戦が開催決定「カードによるグループ分け」 先輩とのコラボ企画(7) |
| 95                          | 2月8日                      | ハロプロ研修生 チーム対抗戦に向けたミーティング「チームカラー、チーム名の決定」 MV紹介「愛のドンデン返し (高橋愛・田中れいな・夏焼雅)」 OCHA NORMA デビューに向けてミーティング「グループのポーズ、グループ内の敬語、決まり事」 先輩とのコラボ企画(8) |
| 96                          | 2月15日                     | 新人ハロプロ研修生と初対面：後藤花、前島花凛 MV紹介「rescue (鈴木愛理)」 OCHA NORMA デビューに向けてミーティング「メンバーがサインを考案中(1)」 先輩とのコラボ企画(9) |
| 97                          | 2月22日                     | ハロプロ研修生 チーム対抗戦に向けた自主練習 DVD&ブルーレイ紹介「つばきファクトリー コンサート2021 CAMELLIA〜日本武道館スッペシャル〜」 OCHA NORMA デビューに向けてミーティング「メンバーがサインを考案中(2)」 夢のコラボ歌唱 収録の舞台裏 先輩とのコラボ企画(10)                                                                                              |
| 98                          | 3月1日                      | 新人ハロプロ研修生 初めてのダンスリハーサル：後藤花、前島花凛 MV紹介「ハムカツ黙示録 (BEYOOOOONDS)」 OCHA NORMA プロモーション活動に密着「ファンクラブイベント、テレビ愛知での番組収録」 先輩とのコラボ企画(11) |
| 99                          | 3月8日                      | 新人ハロプロ研修生 初めてのボーカルリハーサル：後藤花、前島花凛 ハロプロ研修生 チーム対抗戦の練習 ブレーレイ紹介「Hello! Project 2021 秋「続・花鳥風月」」 OCHA NORMA ダンスリハーサルに密着 先輩とのコラボ企画(12) |
| 100                         | 3月15日                     | ハロプロ研修生 チーム対抗オーディションの舞台裏「審査発表、ライブ本番」 DVD&ブルーレイ紹介「アンジュルム コンサート2021「桃源郷 ～笠原桃奈 卒業スペシャル～」」 速報! OCHA NORMAにサプライズ発表「研修生発表会の模様、7月13日デビュー決定」 先輩とのコラボ企画(13)                                                                                            |
| 101                         | 3月22日                     | 新人ハロプロ研修生 初ステージに密着「研修生発表会のリハーサル、ライブの様子」：後藤花、前島花凛 MV紹介「誤爆 ～We Can't Go Back～ (高橋愛・田中れいな・夏焼雅)」 OCHA NORMA 北海道でプロモーション活動「ファンクラブイベント、テレビ北海道での番組収録と社長面談」 OCHA NORMA 福岡でプロモーション活動「九州放送での番組収録」 先輩とのコラボ企画(14)         |
| 102                         | 3月29日                     | 新人ハロプロ研修生 発表会までの裏側「初リハーサルからライブ当日まで」：後藤花、前島花凛 DVD&ブルーレイ紹介「Juice=Juice Concert 2021 ～FAMILIA～ 金澤朋子ファイナル」 OCHA NORMA メジャーデビュー発表の舞台裏「研修生発表会に密着」 先輩とのコラボ企画(15) |
| 103                         | 4月5日                      | OCHA NORMA デビュー発表後初のライブイベントに密着「スカパー!アイドルフェス!に出演」 ハロプロ研修生 春の公開実力診断テストにむけて「メンバーの意気込み」 MV紹介「愛・魔性 (アンジュルム)」 OCHA NORMA デビュー曲タイトル発表の舞台裏 OCHA NORMAライブパフォーマンス「恋のクラウチングスタート」(研修生発表会3月公演)                                           |
| 104                         | 4月12日                     | ハロプロ研修生 実力診断テストの順番決め抽選会「課題曲と自由曲の出場順抽選、課題曲の曲目発表」 DVD&ブルーレイ紹介「モーニング娘。'21 コンサート Teenage Solution ～佐藤優樹 卒業スペシャル～」 OCHA NORMA リーダー発表の瞬間に密着「リーダーとサブリーダーの発表、ファンクラブイベントでの公表」                                                               |
| 105                         | 4月19日                     | OCHA NORMA ひなフェスの舞台裏に密着「ハローキティとのコラボ、ソロ&シャッフルユニットの舞台裏」 ハロプロ研修生 実力診断テスト課題曲発表「候補曲からメンバーが選んだ曲目」 アルバムMV紹介「terzo (Juice=Juice)」 ハロプロ研修生 実力診断テスト自由曲発表「メンバーが披露する自由曲」                                                                            |
| 106                         | 4月26日                     | ハロプロ研修生 実力診断テストに向けて「メンバーの意気込み」：川嶋、前島、橋田、植村、石山 OCHA NORMA メンバーのサインが決定「インターネットサイン会に密着」 MV紹介「わさびじゃないのよ鰹は (高橋愛・田中れいな・夏焼雅)」 |
| 107                         | 5月3日                      | OCHA NORMA 2日連続のイベントに密着「AION CINDERELLA-DX-、To be To be New Ones vol.2 に出演」 ハロプロ研修生 実力診断テストに向けて「メンバーの意気込み」：吉田、小野田、後藤、松原、村越 MV紹介「ハデにやっちゃいな！(アンジュルム)」 |
| 108                         | 5月10日                     | OCHA NORMA 初めてのリリースイベントに密着 MV紹介「愛すべきべき Human Life (アンジュルム)」 ハロプロ研修生 実力診断テスト速報「最終リハーサル、本番ダイジェスト、結果発表」 |
| 109                         | 5月17日                     | ハロプロ研修生 実力診断テストの舞台裏「リハーサル、ステージ裏の様子、各賞の発表」 ハロプロ研修生ライブパフォーマンス「きみの登場」(実力診断テスト2022) OCHA NORMA 初の野外対バンイベントに密着「クロフェス2022」 |
| 110                         | 5月24日                     | ハロプロ研修生 実力診断テストへの道のり：後藤花、吉田姫杷、川嶋美楓「選曲理由、衣装のポイント、リハーサル、本番の模様、終了後の感想、先生のコメント」 ハロプロ研修生 MV撮影の舞台裏「なんてったって I Love You (宮本佳林)」：松原ユリヤ、小野田華凜、橋田歩果、村越彩菜 OCHA NORMA 愛知県でのリリースイベントに密着                                           |
| 111                         | 5月31日                     | ハロプロ研修生 実力診断テストへの道のり：石山咲良、植村葉純「選曲理由、衣装のポイント、リハーサル、本番の模様、終了後の感想、先生のコメント」 MV紹介「大・人生 Never Been better! (モーニング娘。'22)」 OCHA NORMA 愛知県でのアイドルフェスティバルに密着「JAPAN CENTRAL IDOL FESTIVAL」 先輩とのコラボ企画(16)                                               |
| 112                         | 6月7日                      | ハロプロ研修生 実力診断テストへの道のり：橋田歩果、村越彩菜「選曲理由、衣装のポイント、リハーサル、本番の模様、終了後の感想、先生のコメント」 OCHA NORMA "恋のクラウチングスタート" MV撮影に密着 先輩とのコラボ企画(17) |
| 113                         | 6月14日                     | ハロプロ研修生 実力診断テストへの道のり：小野田華凜、松原ユリヤ「選曲理由、衣装のポイント、リハーサル、本番の模様、終了後の感想、先生のコメント」 MV紹介「アドレナリン・ダメ (つばきファクトリー)」 OCHA NORMA デビューシングルのジャケット撮影に密着 先輩とのコラボ企画(18)                                                                                  |
| 114                         | 6月21日                     | ハロプロ研修生発表会の舞台裏に密着「リハーサル、本番の模様、ステージ裏の様子」 ブルーレイ紹介「Hello! Project Year-End Party 2021 ～GOOD BYE & HELLO!～」 ハロプロ研修生発表会 ソロパフォーマンスの舞台裏：石山咲良、村越彩菜、川嶋美楓、小野田華凜、松原ユリヤ 先輩とのコラボ企画(19)                                                                        |
| 115                         | 6月28日                     | ハロプロ研修生発表会の舞台裏に密着「通しリハーサル、後藤花の誕生日祝い」 ハロプロ研修生ライブパフォーマンス「Rainbow」、「恋したい新党」(研修生発表会6月公演) MV紹介「弱さじゃないよ、恋は (つばきファクトリー)」 OCHA NORMA 「真夜中にハロー!」ドラマ撮影に密着 OCHA NORMA デビューシングル「お祭りデビューだぜ!」レコーディング公開                         |
| 116                         | 7月5日                      | モーニング娘。'22 新メンバー決定「オーディションと合格発表」：櫻井梨央 Juice=Juice 新メンバー決定「オーディションと合格発表、ハロプロ研修生から加入、メンバーと初対面」：遠藤彩加里、石山咲良 OCHA NORMA デビューシングル「お祭りデビューだぜ!」MV撮影に密着、MV公開                                                                                          |
| 117                         | 7月12日                     | OCHA NORMA 7月13日夢のデビューSP OCHA NORMA テレ東音楽祭の出演に密着 MV紹介「お祭りデビューだぜ! (OCHA NORMA)」 OCHA NORMA デビューシングル発売記念イベントに密着、ライブパフォーマンス「お祭りデビューだぜ!」 メンバー全員にデビュー直前の思いを聞く |
| 118                         | 7月19日                     | OCHA NORMA メジャーデビューまでの軌跡 OCHA NORMA メジャーデビューイベントに密着 先輩とのコラボ企画(20) |
| 119                         | 7月26日                     | OCHA NORMA デビューまでの道のり「MV撮影の舞台裏、記者会見、デビュー当日の未公開シーン」 DVD紹介「Hello! Project 研修生発表会 2022 6月 COLOR～色彩～」 先輩とのコラボ企画(21) |
| 120                         | 8月2日                      | ハロプロ研修生ユニット'22が始動「社長とのリモート会議、オリジナル曲『ダイスキだけど付き合えない』決定」 OCHA NORMA 夏の野外フェスに密着「関ケ原唄姫合戦」 先輩とのコラボ企画(22) |
| 121                         | 8月9日                      | 新人ハロプロ研修生の初レッスンに密着「自己紹介、ダンス・ボーカルレッスン」：下井谷幸穂、上村麗菜 OCHA NORMA 初開催の対バンイベントに密着「ぽぷフェス」 先輩とのコラボ企画(23) |
| 122                         | 8月16日                     | ハロプロ研修生ユニット'22 結成後初のレッスンに密着「ストレッチ、ダンスレッスン、ボーカルレッスン」 アルバムMV紹介：「BEYOOOOO2NDS (BEYOOOOONDS)」 OCHA NORMA 今後に向けたミーティング OCHA NORMAライブパフォーマンス「ミステイク」 |
| 123                         | 8月23日                     | 新人ハロプロ研修生と初対面：下井谷幸穂、上村麗菜 新人ハロプロ研修生 初めてのダンスリハーサルに密着 レコーディング映像紹介：「ほたる祭りの日 (佐藤優樹×宮本佳林)」 OCHA NORMA 西日本最大級のアイドルフェスに密着「ドラゴンクイーンズフェスティバル」 |
| 124                         | 8月30日                     | 新人ハロプロ研修生 初めてのボーカルリハーサルに密着 新人ハロプロ研修生 ダンスリハーサルに密着 レコーディング映像紹介：「サマーナイトタウン (田中れいな×佐藤優樹)」 OCHA NORMA 新曲テレビ初被露「素肌は熱帯夜」 |
| 125                         | 9月6日                      | ハロプロ研修生ユニット'22 結成後初の対バンイベントに密着「@JAM EXPO2022」 ブルーレイ紹介：「Hello!Project ひなフェス 2022 アンジュルム/Juice=Juiceプレミアム」 OCHA NORMA サプライズ発表の瞬間「2ndシングル11月30日発売決定、ファーストライブツアー開催決定」                                                                                                 |
| 126                         | 9月13日                     | 新人ハロプロ研修生 初ステージの舞台裏「発表会までの道のり、リハーサル、ライブパフォーマンス」：下井谷幸穂、上村麗菜 ブルーレイ紹介：「Hello!Project ひなフェス 2022 モーニング娘。'22 /つばきファクトリー&BEYOOOOONDSプレミアム」 OCHA NORMAテレビ初公開ライブパフォーマンス「Hello! 生まれた意味がきっとある」                                               |
| 127                         | 9月20日                     | ハロプロ研修生ユニット'22新曲『ダイスキだけど付き合えない』テレビ初公開「レコーディング、ボーカルレッスン、発表会前日リハーサル、ライブパフォーマンス」 ブルーレイ紹介：「Hello! Project 研修生発表会 2022 〜春の公開実力診断テスト〜」 モーニング娘。'22からのお知らせ「モーニング娘。25周年記念オーディション〜明日を作るのは君〜開催決定」                 |
| 128                         | 9月27日                     | ハロプロ研修生発表会 挑戦するメンバーに密着「お願い魅惑のターゲット (メロン記念日)」：川嶋美楓、後藤花 「表面張力〜Surface Tencion〜 (つばきファクトリー)」：橋田歩果、村越彩菜 ブルーレイ紹介「BEYOOOOONDS1St CONCEAT TOUR どんと来い! BE HAPPY! at BUDOOOOOKAN!!!!!!!!!!!!」 OCHA NORMA セカンドシングル発表の舞台裏に密着「曲タイトル発表、 デモ音源視聴」 |
| 129                         | 10月4日                     | 5ヶ月ぶりのハロプロ研修生ファンクラブイベントを特別に大公開「リハーサル、自己紹介、ゲームコーナー、ライブコーナー」 MV紹介「Piece of piece〜しあわせのパズル〜 (アンジュルム)」 OCHA NORMAセカンドシングルリリースイベントに密着 |
| 130                         | 10月11日                    | ハロプロ研修生ユニット'22 対バンイベント(IDOL CONTENT EXPO)に密着「舞台裏、ライブパフォーマンス、ライブ後の感想」 アルバムMV紹介：「ヒトリトイロ（宮本佳林）」 OCHA NORMA 新曲『ウチら地元は地球じゃん!』レコーディングに密着 先輩とのコラボ企画(24) |
| 131                         | 10月18日                    | OCHA NORMA『ウチら地元は地球じゃん!』初披露の舞台裏「ダンスレッスン、リリースイベントに密着」 MV紹介「悔しいわ (アンジュルム)」 ハロプロ研修生発表会 ライブ映像ノーカットバージョン「ヤッタルチャン」 先輩とのコラボ企画(25) |
| 132                         | 10月25日                    | ハロプロ研修生ユニット'22 対バンライブ(mini TIF)に密着「リハーサル、ライブパフォーマンス」 OCHA NORMA『ウチら地元は地球じゃん!』MV撮影に密着 先輩とのコラボ企画(26) |
| 133                         | 11月1日                     | OCHA NORMA『運命 CHACHACHACHA～N』初披露の舞台裏「ダンスレッスン、リリースイベントに密着」 MV紹介「イニミニマニモ～恋のライバル宣言～ (Juice=Juice)」 ハロプロ研修生FCイベント ライブ映像ノーカットバージョン「色とりどり伸びよ!!」 |
| 134                         | 11月8日                     | OCHA NORMA Bリーグハーフタイムショー出演の舞台裏「リハーサル、ライブパフォーマンス、出演後に密着」 OCHA NORMA『運命 CHACHACHACHA～N』MV撮影に密着 MV紹介「Kitty (小片リサ)」 ハロプロ研修生発表会 ライブ映像ノーカットバージョン「一尺玉でぶっ放せ!」 |
| 135                         | 11月15日                    | ハロプロ研修生 GTFグリーンチャレンジデーに密着「イベントの模様、休憩と舞台裏の様子」 ブルーレイ紹介「COVERS -One on One-」 OCHA NORMA『運命 CHACHACHACHA～N』レコーディングに密着 |
| 136                         | 11月22日                    | ハロプロ研修生発表会 ダンスリハーサルに密着 ハロプロ研修生発表会 ボーカルリハーサルに密着 MV紹介「全部賭けてGO!! (Juice=Juice)」 OCHA NORMA GTFグリーンチャレンジデーに密着「イベントの模様、舞台裏の様子、新曲がゴットタンのED曲に決定」 |
| 137                         | 11月29日                    | ハロプロ研修生ユニット'22 発表会に向けたリハーサルに密着「ボーカルレッスン、ダンスレッスン」 OCHA NORMA『運命 CHACHACHACHA～N』 MV撮影未公開シーン：矢口真里 |
| 138                         | 12月6日                     | ハロプロ研修生発表会に向けたリハーサルに密着「ボーカルリハーサル、ダンスリハーサル」 OCHA NORMA 2ndシングルリリースイベントに密着「池袋サンシャインシティ噴水広場の模様、オリコンデイリーランキング1位獲得」 |
| 139                         | 12月13日                    | ハロプロ研修生ユニット'22 発表会に向けたリハーサルに密着「ボーカルリハーサル」 OCHA NORMA ファーストライブツアー初日までの道のり「ツアーへの意気込み、リハーサル、ツアー衣装」 OCHA NORMA ファーストライブツアー初日に密着「最終リハーサル、開演の様子、ライブ後の感想」                                                                                      |
| 140                         | 12月20日                    | ハロプロ研修生発表会の舞台裏「通しリハーサル、発表会への意気込み、最終リハーサル、ライブパフォーマンス、発表会を終えて」 OCHA NORMA 発表会の舞台裏「ライブパフォーマンス、舞台裏の様子」 |
| 141                         | 12月27日                    | ハロプロ研修生ユニット'22 発表会までの舞台裏「リハーサル、ライブパフォーマンス、発表会を終えて」 OCHA NORMA ファーストライブツアー東京公演に密着「公演前の様子、リハーサル、ライブパフォーマンス、公演後の感想」 |

2023年
| 2023年（令和5年）1月 - 3月 | 2023年（令和5年）1月 - 3月 | 2023年（令和5年）1月 - 3月 |
| 回                         | 放送日                     | 内容 |
| -------------------------- | -------------------------- | --- |
| 142                        | 2023年 1月10日             | ハロプロ研修生発表会に向けた舞台裏に密着「ボーカル・ダンスリハーサル、ライブパフォーマンス、発表会を終えて」 ブルーレイ紹介「モーニング娘。'22 CONCERT TOUR 〜Never Been Better! Encore〜」 OCHA NORMA 新曲ライブパフォーマンス『ヨリドリ ME DREAM』(研修生発表会12月) |
| 143                        | 1月17日                    | モーニング娘。'22 25th ANNIVERSARY CONCERT TOUR 〜SINGIN' TO THE BEAT〜加賀楓卒業スペシャル(日本武道館)の模様 ハロプロ研修生ユニット'22 モーニング娘。'22武道館公演オープニングアクトの舞台裏「リハーサル、ライブパフォーマンス」 ブルーレイ紹介「アンジュルム CONCERT TOUR 〜The ANGERME Encore〜」 OCHA NORMA モーニング娘。'22武道館公演オープニングアクト「舞台裏の様子、ライブパフォーマンス」 ハロプロ研修生発表会ライブパフォーマンス『Ice Day Party』(研修生発表会12月) |
| 144                        | 1月24日                    | ハロプロ研修生ユニット'22 クリスマスライブに密着「リハーサル、舞台裏、ライブ当日の模様」 ハロプロ研修生ユニット'22 新曲『女で地球は回ってる』発表 ハロプロ研修生ユニット'22ライブパフォーマンス『ダイスキだけど付き合えない』 MV紹介「間違いじゃない 泣いたりしない (つばきファクトリー)」 OCHA NORMA 大晦日のライブパフォーマンス『運命 CHACHACHACHA～N』(出演前のコメントあり)                                                                                                |
| 145                        | 1月31日                    | ハロプロ研修生 大晦日のライブパフォーマンス『Ice day Party』(出演前後のコメントあり) ハロプロ研修生発表会に向けて新たな発表「3ユニットにチーム分け、課題曲発表」 OCHA NORMA モーニング娘。'23とのツアーリハーサル「メンバーの感想、先輩のコメント：野中美希、小田さくら、石田亜佑美」 |
| 146                        | 2月7日                     | 3月のハロプロ研修生発表会に向けたユニット決め「メンバーの希望曲とチーム分け結果」 ブルーレイ紹介「Juice=Juice CONCERT TOUR ～terzo bis～」 OCHA NORMA モーニング娘。'23とのツアーリハーサル「メンバーの感想、先輩のコメント：野中美希、小田さくら、石田亜佑美、ツアー初日の舞台裏」 OCHA NORMA&モーニング娘。'23ライブパフォーマンス『恋のクラウチングスタート』、「ライブ初日を終えて」                                                                                        |
| 147                        | 2月14日                    | ハロプロ研修生発表会に向けた各チームの意気込み「どんなチームにしたいか？、選曲理由」 ハロプロOGが研修生にアドバイス：矢口真里、保田圭、高橋愛 ブルーレイ紹介「つばきファクトリー CONCERT TOUR 〜ENCORE PARADE〜」 OCHA NORMAがモーニング娘。の楽曲『Mr.Moonlight〜愛のビッグバンド〜』に挑戦「舞台裏、公演の模様、先輩のコメント」：野中美希、小田さくら、石田亜佑美 |
| 148                        | 2月21日                    | ハロプロ研修生発表会に向けた各チームのボーカルリハーサル MV紹介「君と僕の絆 feat.KIKI (つばきファクトリー)」 OCHA NORMA 先輩とシャッフル楽曲『恋のダンスサイト』に挑戦「舞台裏、公演の模様、先輩のコメント」：野中美希、小田さくら、石田亜佑美 OCHA NORMA 超音波番組収録に密着「リハーサル、撮影、コメント」 |
| 149                        | 2月28日                    | ハロプロ研修生発表会に向けた各チームのボーカルリハーサル ハロプロ研修生発表会に向けた各チームのダンスリハーサル ハロプロ研修生ユニット'23 新曲『女で地球は回ってる』の振り入れに密着 MV紹介「Ding Dong (佐藤優樹)」 先輩とのコラボ企画(27) |
| 150                        | 3月7日                     | ハロプロ研修生発表会に向けた各チームのボーカルリハーサル ハロプロ研修生ユニット'23 新曲『女で地球は回ってる』ボーカルリハーサル MV紹介「夢さえ描けない夜空には (BEYOOOOONDS)」 先輩とのコラボ企画(28) |
| 151                        | 3月14日                    | ハロプロ研修生発表会に向けた各チームのボーカルリハーサル OCHA NORMA 第37回日本ゴールドディスク大賞ニュー・アーティスト・オブ・ザ・イヤー受賞 MV紹介「ロマンティックなんてガラじゃない (佐藤優樹)」 先輩とのコラボ企画(29) |
| 152                        | 3月21日                    | ハロプロ研修生発表会の1日に密着「リハーサル、舞台裏、ライブパフォーマンス、ステージを終えて」 アルバムMV紹介：「BIG LOVE（アンジュルム)」 先輩とのコラボ企画(30) |
| 153                        | 3月28日                    | ハロプロ研修生ユニット'23 新曲『女で地球は回ってる』初披露の舞台裏「振り入れ、ボーカル・ダンスリハーサル、直前リハーサル、ライブパフォーマンス(研修生発表会3月)、ライブを終えて」 ブルーレイ紹介：「つばきファクトリー CONCERT TOUR ～Fomalhaut～」 新人ハロプロ研修生 テレビ初公開：河野空愛、牧野永愛、林仁愛 先輩とのコラボ企画(31) |

#### HELLO!PROJECT 25YEARS
2023年
| 2023年（令和5年）4月 - 12月 | 2023年（令和5年）4月 - 12月 | 2023年（令和5年）4月 - 12月 |
| 回                          | 放送日                      | 内容 |
| --------------------------- | --------------------------- | --- |
| 154                         | 2023年 4月4日               | つばきファクトリー メジャーデビュー6周年記念ライブに密着 ハロプロ研修生 公開実力診断テストに向けて ハロプロと私(1)                                                           |
| 155                         | 4月11日                     | つばきファクトリー リリースイベントに密着 新人ハロプロ研修生が先輩と初対面 ハロプロ研修生 実力診断テスト順番決め抽選会                                                       |
| 156                         | 4月18日                     | ハロプロ研修生 公開実力診断テストに向けて つばきファクトリー 浅倉樹々卒業公演に向けて つばきファクトリー 浅倉樹々卒業公演の舞台裏に密着                                      |
| 157                         | 4月25日                     | BEYOOOOONDS 春ツアーの初日に密着 ハロプロ研修生 公開実力診断テストに向けて ハロプロと私(2)                                                                                   |
| 158                         | 5月2日                      | BEYOOOOONDS 4thシングル リリースイベントに密着 ハロプロ研修生 公開実力診断テスト 直前リハーサルを公開                                                                        |
| 159                         | 5月9日                      | ハロプロ研修生 公開実力診断テスト当日に密着 ハロプロと私(3) |
| 160                         | 5月16日                     | ハロプロ研修生 公開実力診断テストの舞台裏 OCHA NORMA ツアー初日 ライブ新曲初披露 ハロプロと私(4)                                                                             |
| 161                         | 5月23日                     | ハロプロ研修生 公開実力診断テストの舞台裏 BEYOOOOONDS 日本武道館公演に密着                                                                                                   |
| 162                         | 5月30日                     | モーニング娘。'23 新メンバー大公開 ハロプロ研修生からJuice=Juice新メンバーに決定 ハロプロ研修生からアンジュルム新メンバーに決定 ハロプロ研修生ユニット'23 追加メンバー大公開 |
| 163                         | 6月6日                      | OCHA NORMA TVアニメ「シャドウバースF」ED曲・声優オーディション決定 OCHA NORMA 春ツアー大阪公演に密着 ハロプロと私(5)                                                         |
| 164                         | 6月13日                     | Juice＝Juice 結成10周年 日本武道館公演に密着、新メンバーと対面 OCHA NORMA 「シャドウバースF」エンディングテーマ発表                                                          |
| 165                         | 6月20日                     | OCHA NORMA 「シャドウバースF」声優オーディションに密着・合格発表 アンジュルム 新メンバー初対面                                                                               |
| 166                         | 6月27日                     | OCHA NORMA TVアニメ「シャドウバースF」アフレコ収録に密着 アンジュルム インターネットサイン会の舞台裏 アンジュルム リリースイベントに密着                                     |
| 167                         | 7月4日                      | OCHA NORMA 新曲「シェケナーレ」レコーディングに密着 アンジュルム竹内朱莉卒業公演に向けて アンジュルム竹内朱莉卒業公演の舞台裏                                                |
| 168                         | 7月11日                     | モーニング娘。'23 新メンバーお披露目の日本武道館公演に密着 OCHA NORMA「シェケナーレ」MV撮影に密着 ハロプロと私(6)                                                            |
| 169                         | 7月18日                     | OCHA NORMA リリースイベントに密着 OCHA NORMA「オチャノマ マホロバ イコイノバ～昭和も令和もワッチャワチャ～」MV撮影に密着 ハロプロと私(7)                                     |
| 170                         | 7月25日                     | Juice＝Juice リリースイベントに密着 OCHA NORMA「ちょっと情緒不安定？…夏」MV撮影に密着 ハロプロと私(8)                                                                        |
| 171                         | 8月1日                      | 野外アイドルフェス「SPARK 2023 in YAMANAKAKO」に密着（宮本佳林、ハロプロ研修生ユニット'23、OCHA NORMA、つばきファクトリー、BEYOOOOONDS）                                     |
| 172                         | 8月8日                      | OCHA NORMA 1周年記念ファンクラブイベントに密着 ハロプロと私(9) |
| 173                         | 8月15日                     | 大型アイドルフェス「TOKYO IDOL FESTIVAL 2023」に密着（OCHA NORMA、BEYOOOOONDS、Juice＝Juice） ハロプロと私(10)                                                               |
| 174                         | 8月22日                     | ハロプロ研修生ユニット'23 新体制のお披露目（TOKYO IDOL FESTIVAL 2023）に密着 ハロプロ研修生ユニット'23に新たな動が（新曲決定） ハロプロと私(11)                              |
| 175                         | 8月29日                     | ハロプロ研修生発表会 ボーカルリハーサルに密着 ハロプロ研修生発表会 ダンスリハーサルに密着 ハロプロと私(12)                                                                   |
| 176                         | 9月5日                      | モーニング娘。'23 25周年アルバムのリリースイベントに密着 ハロプロ研修生ユニット'23 @JAM EXPO 2023出演に密着                                                                  |
| 177                         | 9月12日                     | モーニング娘。'23、アンジュルム、Juice＝Juice、つばきファクトリー、各グループ夏ツアーの舞台裏 ハロプロ研修生発表会 リハーサルに密着                                          |
| 178                         | 9月19日                     | ハロー!プロジェクト 夏ツアー未公開シーンハロー!プロジェクト 25周年記念ライブに密着                                                                                           |
| 179                         | 9月26日                     | ハロー!プロジェクト 25周年記念ライブに密着 ハロプロと私(13) |
| 180                         | 10月3日                     | ハロー!プロジェクト 25周年記念ライブに密着 HELLO!PROJECT 25th Anniversary Cafeが東名阪にて開催                                                                               |
| 181                         | 10月10日                    | ハロプロ研修生発表会に密着 つばきファクトリー 新曲リリースイベントに密着 |
| 182                         | 10月17日                    | 平安神宮 一夜限りのスペシャルライブ（Juice＝Juice、BEYOOOOONDS） |
| 183                         | 10月24日                    | OCHA NORMA 47都道府県ツアーの裏側に密着 モーニング娘。'23 新メンバー初MVの舞台裏                                                                                             |
| 184                         | 10月31日                    | 結成10周年10月10日 Juice＝Juiceの日に密着 モーニング娘。'23 最新曲MV撮影の裏側 つばきファクトリー 初めての海外公演                                                           |
| 185                         | 11月7日                     | つばきファクトリー 秋ツアー公演の舞台裏 モーニング娘。’23 最新曲MV撮影に密着 OCHA NORMAの1stアルバムが決定                                                                   |
| 186                         | 11月14日                    | つばきファクトリー 山岸理子・岸本ゆめの卒業公演に向けて つばきファクトリー 山岸理子・岸本ゆめの卒業公演の舞台裏                                                              |
| 187                         | 11月21日                    | ハロプロ研修生ユニット'23 対バンイベントに密着 BEYOOOOONDS 舞台稽古に密着 ハロプロと私(14)                                                                                   |
| 188                         | 11月28日                    | BEYOOOOONDS主演舞台に密着 アンジュルム最新曲MV撮影の裏側 ハロプロ研修生発表会に向けて                                                                                        |
| 189                         | 12月5日                     | アンジュルム日本武道館公演に密着 アンジュルム最新曲MV撮影に密着 ハロプロと私(15)                                                                                             |
| 190                         | 12月12日                    | OGメンバー出演 モーニング娘。'23横浜アリーナ公演に密着 アンジュルム最新曲リリースイベント                                                                                    |
| 191                         | 12月19日                    | モーニング娘。'23譜久村聖 卒業公演に向けて モーニング娘。'23譜久村聖 卒業公演に密着                                                                                          |
| 192                         | 12月26日                    | ハロプロ研修生発表会に密着 ハロプロ研修生ユニット'23 新曲初披露 ハロプロと私(16)                                                                                             |

#### 無印2期
2024年
| 2024年（令和6年）1月 - 6月 | 2024年（令和6年）1月 - 6月 | 2024年（令和6年）1月 - 6月 |
| 回                         | 放送日                     | 内容 |
| -------------------------- | -------------------------- | --- |
| 193                        | 2024年 1月9日              | ハロプロ研修生ユニット'23クリスマスイベントに密着 ハロー!プロジェクト年末ライブに密着 OCHA NORMA新曲MV撮影に密着                           |
| 194                        | 1月16日                    | ハロー!プロジェクト年末ライブに密着、2023年の振り返りと今年の抱負                                                                          |
| 195                        | 1月23日                    | OCHA NORMAファーストアルバムリリースイベントに密着、メンバーのオススメ曲                                                                   |
| 196                        | 1月30日                    | ハロー!プロジェクトコンサートの舞台裏 モーニング娘。'24、つばきファクトリー、BEYOOOOONDSのライブパフォーマンス                             |
| 197                        | 2月6日                     | ハロー!プロジェクトコンサートの舞台裏 アンジュルム、Juice=Juice、OCHA NORMAのライブパフォーマンス ハロプロ研修生発表会ライブ「きみの登場」 |
| 198                        | 2月13日                    | 研修生に新たな仲間が続々、気になる顔ぶれを公開 つばきファクトリーに新メンバー加入、お披露目のステージ                                      |
| 199                        | 2月20日                    | BEYOOOOONDSとハロプロ研修生ユニット'24、サンリオコラボライブに密着 初めてのレッスンに臨む新人研修生9人、先生たちの感想                     |
| 200                        | 2月27日                    | ハロー!プロジェクトコンサートで各グループが挑んだカバー曲をピックアップ つばきファクトリーのニューアルバムリリースイベント                 |
| 201                        | 3月5日                     | 新加入9名の研修生たちの特技や趣味を公開 つばきファクトリーのアルバムリリースイベントに密着、メンバーのオススメ曲                           |
| 202                        | 3月12日                    | 新人9名を含む総勢19名の研修生とBEYOOOOONDS参加した研修生発表会の舞台裏                                                                     |
| 203                        | 3月19日                    | 9人の新人研修生たちが研修生発表会で初ステージ、リハーサルから本番当日の舞台裏、初のライブパフォーマンス                                    |
| 204                        | 3月26日                    | つばきファクトリー、メジャーデビュー7周年記念ライブの舞台裏 春の公開実力診断テスト、課題曲候補10曲を発表                                   |
| 205                        | 4月2日                     | モーニング娘。'24、新体制初の単独ツアーに密着 ハロプロ研修生ひなフェスに向けたリハーサルで悪戦苦闘                                         |
| 206                        | 4月9日                     | 春の恒例ライブイベント「ひなフェス2024」に密着                                                                                             |
| 207                        | 4月16日                    | アンジュルム春ツアー初日の舞台裏、卒業を控えた佐々木莉佳子の思い 実力診断テストの順番決め抽選会                                            |
| 208                        | 4月23日                    | OCHA NORMA＆研修生ユニット'24がアイドルイベントに出演 実力診断テストに臨む研修生の選曲理由と意気込み                                       |
| 209                        | 4月30日                    | Juice=Juice川嶋美楓が活動再開、春ツアーの舞台裏 実力診断テスト直前! 研修生の選曲理由と意気込み                                             |
| 210                        | 5月7日                     | Juice＝Juice最新曲のMV撮影に密着 OCHA NORMA、47都道府県ツアー 研修生実力診断テスト速報                                                     |
| 211                        | 5月14日                    | 実力診断テストに挑んだ研修生それぞれの思いと本番のステージを公開 Juice=Juice新曲ライブ                                                     |
| 212                        | 5月21日                    | 実力診断テストに挑んだ研修生それぞれの思いと本番のステージを公開 BEYOOOOONDS新曲MV撮影の舞台裏                                             |
| 213                        | 5月28日                    | 実力診断テストに挑んだ研修生それぞれの思いと本番のステージを公開 BEYOOOOONDSのライブハウスツアーに密着                                     |
| 214                        | 6月4日                     | 実力診断テストに挑んだ研修生の舞台裏 つばきファクトリー春ツアー初日に密着                                                                  |
| 215                        | 6月11日                    | BEYOOOOONDS新曲のリリースイベント アンジュルム新曲のMV撮影に密着、リリースイベントで新曲の初披露                                           |
| 216                        | 6月18日                    | つばきファクトリー新沼希空の卒業公演 速報! 新グループ「ロージークロニクル」が誕生!                                                         |
| 217                        | 6月25日                    | Juice=Juice植村あかり笑顔と涙の卒業公演 ロージークロニクル誕生の裏側とメンバーカラー発表                                                   |

### ハロドリ。-MUSIC-
♪はオリジナルステージ
2024年
| 2024年（令和6年）7月 - 12月0 | 2024年（令和6年）7月 - 12月0 | 2024年（令和6年）7月 - 12月0 |
| 回                           | 放送日                       | 内容 |
| ---------------------------- | ---------------------------- | --- |
| 218                          | 2024年 7月9日                | ♪アンジュルム「美々たる一撃」 ♪ロージークロニクル「ダイスキだけど付き合えない」 アンジュルム佐々木莉佳子の卒業公演に密着                                                      |
| 219                          | 7月16日                      | ♪ハロプロシャッフルユニット（橋迫鈴､松本わかな､松永里愛､秋山眞緒）「ヒロインになろうか!」 ♪稲場愛香「圧倒的LØVE」 BEYOOOOONDS山﨑夢羽の卒業公演に密着                         |
| 220                          | 7月23日                      | ♪OCHA NORMA「恋のクラウチングスタート」 ♪小片リサ「Actress」 ロージークロニクル、リーダー発表とミーティング・初ステージに密着                                                 |
| 221                          | 7月30日                      | ♪モーニング娘。'24（石田､野中､牧野､岡村(ほ)､山﨑､櫻井､弓桁）「色っぽい じれったい」 ♪小関舞「涙のTomorrow」 ハロー!プロジェクト夏のコンサートに密着                           |
| 222                          | 8月6日                       | ♪モーニング娘。'24（生田､小田､羽賀､北川､井上(春)）「快傑ポジティブA」 ♪小片リサ「幻」 夏の野外フェス「SPARK 2024 in KAWASAKI」に密着（小関舞、ロージークロニクル、宮本佳林）  |
| 223                          | 8月13日                      | ♪モーニング娘。'24「最KIYOU」 夏の野外フェス「SPARK 2024 in KAWASAKI」に密着（OCHA NORMA、つばきファクトリー）                                                                |
| 224                          | 8月20日                      | ♪OCHA NORMA「ちょっと情緒不安定?…夏」 ♪ハロプロシャッフルユニット（為永幸音､井上玲音､窪田七海）「抱きしめられてみたい」 9月の研修生発表会に向けて奮闘するハロプロ研修生に密着 |
| 225                          | 8月27日                      | ♪つばきファクトリー「ベイビースパイダー」 大型アイドルフェス「TOKYO IDOL FESTIVAL 2024」に密着（BEYOOOOONDS、ロージークロニクル）                                             |
| 226                          | 9月3日                       | ♪つばきファクトリー「鼓動OK?」 大型アイドルフェス「TOKYO IDOL FESTIVAL 2024」に密着（Juice=Juice、つばきファクトリー、OCHA NORMA）                                            |
| 227                          | 9月10日                      | ♪OCHA NORMA「ちはやぶる」 ♪ハロプロシャッフルユニット（下井谷幸穂､段原瑠々､広本瑠璃､西﨑美空）「どーだっていいの」 OCHA NORMA 最新シングルリリースイベントに密着              |
| 228                          | 9月17日                      | ♪ハロプロシャッフルユニット（川名凜､松永里愛､西﨑美空）「Rockの定義」 ♪宮本佳林「ポラリス・コンパス」 ハロプロ研修生発表会9月公演に密着                                       |
| 229                          | 9月24日                      | ♪ハロプロシャッフルユニット（江端妃咲､河西結心）「大きい瞳」 ♪宮本佳林「バンビーナ・バンビーノ」 つばきファクトリーの夏祭り2024～灼熱～に密着                                 |
| 230                          | 10月1日                      | ♪BEYOOOOONDS（西田汐里､江口紗耶）「ドッキドキ!LOVEメール」 つばきファクトリー ライブハウスツアー初日に密着 ロージークロニクル 横浜アリーナ「@JAM EXPO 2024」に密着            |
| 231                          | 10月8日                      | ♪アンジュルム（川村文乃､橋迫鈴）「Say! Hello!」 ♪OCHA NORMA「友達天体図」 OCHA NORMA 横浜アリーナ「@JAM EXPO 2024」に密着                                                     |
| 232                          | 10月15日                     | ♪山﨑愛生､工藤由愛「小生意気ガール」 BEYOOOOONDS 横浜アリーナ「@JAM EXPO 2024」に密着 アンジュルム 秋ツアー初日に密着                                                         |
| 233                          | 10月22日                     | ♪Juice=Juice（江端妃咲､有澤一華）「記憶の迷路」 Juice=Juice 秋ツアー初日に密着 BEYOOOOONDS 秋ツアー初日に密着                                                                 |
| 234                          | 10月29日                     | ♪BEYOOOOONDS「フックの法則」 ♪Juice=Juice「プライド・ブライト」 BEYOOOOONDS デビュー5周年イベントに密着                                                                       |
| 235                          | 11月5日                      | ♪佐藤優樹「嵐のナンバー」 Juice=Juice ファンクラブイベント「Juice＝Juiceの日」に密着 ロージークロニクル 初の単独イベントへの想い､ライブ映像「未来ハジマリ」                   |
| 236                          | 11月12日                     | ♪アンジュルム「初恋、花冷え」 アンジュルム 最新シングルのリリースイベントに密着 ロージークロニクル 野外イベント「GTFグリーンチャレンジデー2024 in 新宿御苑」に密着            |
| 237                          | 11月19日                     | ♪アンジュルム「悠々閑々 gonna be alright!!」 ♪佐藤優樹「花鳥風月 春夏秋冬」 ロージークロニクル 単独イベントでサプライズ発表「2025年3月19日デビューシングル発売決定」          |
| 238                          | 11月26日                     | ♪モーニング娘。'24「勇敢なダンス」 ロージークロニクル 初の単独イベントの舞台裏に密着                                                                                          |
| 239                          | 12月3日                      | BEYOOOOONDS 日本武道館公演の舞台裏 モーニング娘。'24 最新アルバムのリリースイベントに密着                                                                                     |
| 240                          | 12月10日                     | Juice=Juice 日本武道館公演に密着 つばきファクトリー 秋ツアーファイナル公演に密着                                                                                              |
| 241                          | 12月17日                     | ♪モーニング娘。'24「｢恋人｣」 アンジュルム川村文乃の卒業公演に密着 |
| 242                          | 12月24日                     | ♪竹内朱莉「愛だろ、やっぱ!」 モーニング娘。'24石田亜佑美の卒業公演に密着 |

2025年
| 2025年（令和7年）1月 - 000 | 2025年（令和7年）1月 - 000 | 2025年（令和7年）1月 - 000 |
| 回                         | 放送日                     | 内容 |
| -------------------------- | -------------------------- | --- |
| 243                        | 2025年 1月7日              | ♪モーニング娘。'25（生田､石田､野中､牧野､櫻井､弓桁）「幸せ指数 発表されたい」 ハロプロ研修生発表会2024年12月公演に密着                                                               |
| 244                        | 1月14日                    | ♪竹内朱莉「泣いてOVER」 OCHA NORMA 47都道府県ツアー静岡公演に密着 ハロプロ研修生ライブパフォーマンス「Ice day Party」(研修生発表会2024年12月公演)                                   |
| 245                        | 1月21日                    | ♪Juice=Juice「ナイモノラブ」 ♪下井谷幸穂､小野田紗栞､西田汐里「もしも…」 BEYOOOOONDS 新曲リリースイベントに密着                                                                      |
| 246                        | 1月28日                    | ♪BEYOOOOONDS「Do-Did-Done」 ロージークロニクル 初のリリースイベントに密着 |
| 247                        | 2月4日                     | ♪BEYOOOOONDS「あゝ君に転生」 ハロー!プロジェクト冬のコンサート仙台公演に密着、メンバーそれぞれに今年の目標を聞く                                                                    |
| 248                        | 2月11日                    | ハロー!プロジェクト冬のコンサート仙台公演の舞台裏に密着 総勢9名の新人ハロプロ研修生を大公開                                                                                         |
| 249                        | 2月18日                    | ♪稲場愛香「終わらないインソムニア」 Juice=Juice 結成12周年記念のファンクラブイベントに密着 ロージークロニクル 初のMV撮影の舞台裏                                                    |
| 250                        | 2月25日                    | ♪Juice=Juice「初恋の亡霊」 ♪稲場愛香「星屑のエスケープ」 新人ハロプロ研修生 初めてのボーカルレッスンに密着                                                                          |
| 251                        | 3月4日                     | ♪Juice=Juice「今夜はHearty Party」 新人ハロプロ研修生 初めてのダンスレッスンに密着 ロージークロニクル デビューシングルのジャケット写真撮影に密着                                    |
| 252                        | 3月11日                    | ♪モーニング娘。'25（北川､岡村(ほ)､山﨑）「おっちょこちょいなファンタジアロマンス」 ハロプロ研修生発表会3月公演に密着                                                                |
| 253                        | 3月18日                    | ♪ロージークロニクル「へいらっしゃい!～ニッポンで会いましょう～」 ロージークロニクル デビュー直前の想いについて個別インタビュー                                                      |
| 254                        | 3月25日                    | ♪ロージークロニクル「ウブとズル」 ロージークロニクル 記者会見＆デビューシングル発売記念イベントに密着、アニメ主題歌決定                                                             |
| 255                        | 4月1日                     | ♪OCHA NORMA（斉藤､広本､窪田）「イージーイージー」 つばきファクトリー 10周年記念ライブに密着 ロージークロニクル TVアニメ主題歌のレコーディングに密着                                 |
| 256                        | 4月8日                     | ♪Juice=Juice（石山､遠藤､川嶋）「愛のダイビング」 ♪ロージークロニクル「未来ハジマリ」 モーニング娘。'25 春ツアー初日に密着                                                           |
| 257                        | 4月15日                    | 春の恒例ライブイベント「ひなフェス2025」に密着 |
| 258                        | 4月22日                    | ハロプロ研修生 実力診断テスト順番決め抽選会の模様を公開 |
| 259                        | 4月29日                    | アンジュルム 春ツアー初日に密着 ハロプロ研修生 実力診断テストに向けた研修生の練習を公開                                                                                             |
| 260                        | 5月6日                     | ♪アンジュルム（川名､為永､松本）「SHAKA SHAKA TO LOVE #2 LOVE カラフルライフ編」 実力診断テスト目前！初参加の研修生9名が趣味や特技を披露                                             |
| 261                        | 5月13日                    | ♪モーニング娘。'25（小田､羽賀）「内緒だよ」 ♪モーニング娘。'25（横山､井上(春)）「会えてよかった」 Juice＝Juice 春ツアー神奈川公演に密着                                             |
| 262                        | 5月20日                    | つばきファクトリー結成10周年記念&八木栞の卒業公演に密着 BEYOOOOONDS 春ツアー初日に密着                                                                                              |
| 263                        | 5月27日                    | ♪アンジュルム「アンドロイドは夢を見るか?」 ハロプロ研修生 春の公開実力診断テストの舞台裏                                                                                            |
| 264                        | 6月3日                     | ロージークロニクルの単独イベントに密着! 新曲「夏のイナズマ」初披露 ハロプロ研修生 春の公開実力診断テストの舞台裏                                                                    |
| 265                        | 6月10日                    | ハロプロ研修生 春の公開実力診断テストの舞台裏 |
| 266                        | 6月17日                    | ♪アンジュルム「光のうた」 つばきファクトリー 10周年春ツアー東京公演に密着 OCHA NORMA 春ツアー千秋楽公演に密着                                                                       |
| 267                        | 6月24日                    | ハロプロ研修生発表会6月公演に密着 BEYOOOOONDS島倉りかの卒業公演に密着 |
| 268                        | 7月1日                     | ♪ロージークロニクル「CHOちょこっとロッケンロール」 アンジュルム上國料萌衣の卒業公演に密着                                                                                           |
| 269                        | 7月8日                     | Juice＝Juice 日本武道館公演＆新メンバーお披露目の舞台裏 モーニング娘。'25 新曲リリースイベントに密着                                                                                |
| 270                        | 7月15日                    | ♪つばきファクトリー「My Days for You」 ロージークロニクル 結成1周年記念イベントに密着                                                                                               |
| 271                        | 7月22日                    | ♪ロージークロニクル「ガオガオガオ」 モーニング娘。'25生田衣梨奈の卒業公演に密着 OCHA NORMA 日本武道館公演開催決定の瞬間                                                             |
| 272                        | 7月29日                    | ♪譜久村聖「アニバーサリーはいらない」 OCHA NORMA 夏の野外フェスに密着 OCHA NORMA 3周年記念イベントの舞台裏                                                                          |
| 273                        | 8月5日                     | ♪つばきファクトリー「悲しみがとまらない」 ハロプロOGと現役メンバーの合同企画「エムハロイベント」に密着（稲場愛香、里吉うたの） ロージークロニクル 2ndシングルリリースイベントに密着 |
| 274                        | 8月12日                    | 大型アイドルフェス「TOKYO IDOL FESTIVAL 2025」に密着（BEYOOOOONDS、OCHA NORMA） |
| 275                        | 8月19日                    | 大型アイドルフェス「TOKYO IDOL FESTIVAL 2025」に密着（Juice=Juice、つばきファクトリー、ロージークロニクル）                                                                         |

特記事項
2020年12月15日は全米女子ゴルフ中継のため、12月17日に放送日を変更。
2020年12月29日、2024年12月31日は年末特別編成のため休止。
2022年1月4日、2023年1月3日、2024年1月2日は年始特別編成のため休止。
2024年7月2日は特別番組のため休止。

## コーナー

### 先輩とのコラボ企画「ONE PLUS ONE」
ハロプロ研修生や最近デビューしたハロプロメンバーが憧れの先輩メンバーを指名し、リクエストした楽曲を一緒にパフォーマンスするコーナー。
MC：宮本佳林、まこと（シャ乱Q）
期間：2021年12月14日 - 2023年3月28日
- 出演者・楽曲 一覧

| 先輩とのコラボ企画「ONE PLUS ONE」（2021年12月14日 - 2023年3月28日） | 先輩とのコラボ企画「ONE PLUS ONE」（2021年12月14日 - 2023年3月28日） | 先輩とのコラボ企画「ONE PLUS ONE」（2021年12月14日 - 2023年3月28日） | 先輩とのコラボ企画「ONE PLUS ONE」（2021年12月14日 - 2023年3月28日） | 先輩とのコラボ企画「ONE PLUS ONE」（2021年12月14日 - 2023年3月28日） | 先輩とのコラボ企画「ONE PLUS ONE」（2021年12月14日 - 2023年3月28日） |
| Ep                                                                   | 回                                                                   | 放送日                                                               | 歌唱者                                                               | 楽曲                                                                 | 収録BD                                                               |
| -------------------------------------------------------------------- | -------------------------------------------------------------------- | -------------------------------------------------------------------- | -------------------------------------------------------------------- | -------------------------------------------------------------------- | -------------------------------------------------------------------- |
| 1                                                                    | 88                                                                   | 2021年12月14日                                                       | 米村姫良々×宮本佳林                                                  | 「MI DA RA 摩天楼 (メロン記念日)」                                   | Season1                                                              |
| 2                                                                    | 89                                                                   | 12月21日                                                             | 石栗奏美×小片リサ                                                    | 「私が言う前に抱きしめなきゃね (Juice=Juice)」                       | Season1                                                              |
| 3                                                                    | 90                                                                   | 12月28日                                                             | 植村葉純×植村あかり                                                  | 「アレコレしたい! (Juice=Juice)」                                    | Season1                                                              |
| 4                                                                    | 91                                                                   | 2022年1月11日                                                        | 石山咲良×稲場愛香                                                    | 「禁断少女 (Juice=Juice)」                                           | Season1                                                              |
| 5                                                                    | 92                                                                   | 1月18日                                                              | 北原もも×夏焼雅                                                      | 「恋の呪縛 (Berryz工房)」                                            | Season1                                                              |
| 6                                                                    | 93                                                                   | 1月25日                                                              | 広本瑠璃×段原瑠々                                                    | 「Fiesta! Fiesta! (Juice=Juice)」                                    | Season1                                                              |
| 7                                                                    | 94                                                                   | 2月1日                                                               | 窪田七海×井上玲音                                                    | 「好きかもしれない (こぶしファクトリー)」                            | Season1                                                              |
| 8                                                                    | 95                                                                   | 2月8日                                                               | 村越彩菜×上國料萌衣                                                  | 「Uraha=Lover (アンジュルム)」                                       | Season1                                                              |
| 9                                                                    | 96                                                                   | 2月15日                                                              | 松原ユリヤ×浅倉樹々                                                  | 「春恋歌 (つばきファクトリー)」                                      | Season1                                                              |
| 10                                                                   | 97                                                                   | 2月22日                                                              | 西﨑美空×川村文乃                                                    | 「愛されルート A or B? (アンジュルム)」                              | Season1                                                              |
| 11                                                                   | 98                                                                   | 3月1日                                                               | 斉藤円香×竹内朱莉                                                    | 「スキちゃん (スマイレージ)」                                        | Season1                                                              |
| 12                                                                   | 99                                                                   | 3月8日                                                               | 小野田華凜×石田亜佑美                                                | 「冷たい風と片思い (モーニング娘。'15)」                             | Season1                                                              |
| 13                                                                   | 100                                                                  | 3月15日                                                              | 橋田歩果×佐々木莉佳子                                                | 「有頂天LOVE (スマイレージ)」                                        | Season1                                                              |
| 14                                                                   | 101                                                                  | 3月22日                                                              | 吉田姫杷×譜久村聖                                                    | 「まじですかスカ! (モーニング娘。)」                                 | Season1                                                              |
| 15                                                                   | 102                                                                  | 3月29日                                                              | 中山夏月姫×一岡伶奈                                                  | 「都営大江戸線の六本木駅で抱きしめて (CHICA#TETSU)」                 | Season1                                                              |
| 16                                                                   | 111                                                                  | 5月31日                                                              | 川嶋美楓×田中れいな                                                  | 「大きい瞳(モーニング娘。)」                                         | Season1                                                              |
| 17                                                                   | 112                                                                  | 6月7日                                                               | 有澤一華×森戸知沙希                                                  | 「なんちゃって恋愛(モーニング娘。)」                                 | 未収録                                                               |
| 18                                                                   | 113                                                                  | 6月14日                                                              | 平山遊季×小田さくら                                                  | 「愛して 愛して 後一分(モーニング娘。)」                             | 未収録                                                               |
| 19                                                                   | 114                                                                  | 6月21日                                                              | 入江里咲×羽賀朱音                                                    | 「恋してみたくて(モーニング娘。'19)」                                | 未収録                                                               |
| 20                                                                   | 118                                                                  | 7月19日                                                              | 筒井澪心×高橋愛                                                      | 「気まぐれプリンセス(モーニング娘。)」                               | 未収録                                                               |
| 21                                                                   | 119                                                                  | 7月26日                                                              | 河西結心×上國料萌衣                                                  | 「赤いイヤホン(アンジュルム)」                                       | 未収録                                                               |
| 22                                                                   | 120                                                                  | 8月2日                                                               | 江端妃咲×宮本佳林                                                    | 「愛のダイビング(Juice=Juice)」                                      | 未収録                                                               |
| 23                                                                   | 121                                                                  | 8月9日                                                               | 豫風瑠乃×佐藤優樹                                                    | 「泡沫サタデーナイト!(モーニング娘。'16)」                           | 未収録                                                               |
| 24                                                                   | 130                                                                  | 10月11日                                                             | 田代すみれ×道重さゆみ                                                | 「恋人には絶対に知られたくない真実(モーニング娘。'14)」              | 未収録                                                               |
| 25                                                                   | 131                                                                  | 10月18日                                                             | 福田真琳×山﨑夢羽                                                    | 「フレフレ・エブリデイ(BEYOOOOONDS)」                                | 未収録                                                               |
| 26                                                                   | 132                                                                  | 10月25日                                                             | 八木栞×西田汐里                                                      | 「きのこたけのこ大戦記(BEYOOOOONDS)」                                | 未収録                                                               |
| 27                                                                   | 149                                                                  | 2023年2月28日                                                        | 櫻井梨央×北川莉央                                                    | 「Only you(モーニング娘。)」                                         | 未収録                                                               |
| 28                                                                   | 150                                                                  | 3月7日                                                               | 上村麗菜×伊勢鈴蘭                                                    | 「SHAKA SHAKA TO LOVE(アンジュルム)」                                | 未収録                                                               |
| 29                                                                   | 151                                                                  | 3月14日                                                              | 遠藤彩加里×宮崎由加                                                  | 「裸の裸の裸のKISS(Juice=Juice)」                                    | 未収録                                                               |
| 30                                                                   | 152                                                                  | 3月21日                                                              | 下井谷幸穂×島倉りか                                                  | 「高輪ゲートウェイ駅ができる頃には(CHICA#TETSU)」                    | 未収録                                                               |
| 31                                                                   | 153                                                                  | 3月28日                                                              | 後藤花×石田亜佑美                                                    | 「私のでっかい花(モーニング娘。)」                                   | 未収録                                                               |

グループ名は楽曲発売当時を表示
以下の期間は放送無し
2022年4月5日 - 5月24日（第103 - 110回）
2022年6月28日 - 7月12日（第115 - 117回）
2022年8月16日 - 10月4日（第122 - 129回）
2022年11月1日 - 2023年2月21日（第133 - 148回）

### ハロプロと私
ハロプロOGメンバーが現役時代を振り返ってトークするコーナー。最後に「自分にとってハロプロとは?」で締め括る。
期間：2023年4月4日 - 12月26日
| Ep | 回  | 放送日       | OG         |
| -- | --- | ------------ | ---------- |
| 1  | 154 | 2023年4月4日 | 矢島舞美   |
| 2  | 157 | 4月25日      | 熊井友理奈 |
| 3  | 159 | 5月9日       | 宮本佳林   |
| 4  | 160 | 5月16日      | 高橋愛     |
| 5  | 163 | 6月6日       | 勝田里奈   |
| 6  | 168 | 7月11日      | 小片リサ   |
| 7  | 169 | 7月18日      | 真野恵里菜 |
| 8  | 170 | 7月25日      | 須藤茉麻   |
| 9  | 172 | 8月8日       | 和田彩花   |
| 10 | 173 | 8月15日      | 藤本美貴   |
| 11 | 174 | 8月22日      | 矢口真里   |
| 12 | 175 | 8月29日      | 夏焼雅     |
| 13 | 179 | 9月26日      | 中澤裕子   |
| 14 | 187 | 11月21日     | 宮崎由加   |
| 15 | 189 | 12月5日      | 小関舞     |
| 16 | 192 | 12月26日     | 稲場愛香   |

- 以下の期間は放送無し

2023年4月11日・4月18日（第155・156回）
2023年5月2日（第158回）
2023年5月23日・5月30日（第161・162回）
2023年6月13日 - 7月4日（第164 - 167回）
2023年8月1日（第171回）
2023年9月5日 - 9月19日（第176 - 178回）
2023年10月3日 - 11月14日（第180 - 186回）
2023年11月28日（第188回）
2023年12月12日・12月19日（第190・191回）

### オリジナルステージ
ハロプロメンバーおよびハロプロOGメンバーがスタジオで番組オリジナルのパフォーマンスをするメインコーナー。
リハーサルの様子やパフォーマンス前後のインタビューなどもある。
詳細は上記放送リストを参照。
期間：2024年7月9日 - 放送中

## スタッフ

### 2025年4月8日放送分以降
●=『-MUSIC-』から
- 構成：西秀進
- カメラ（●）：寺迫佳一、佐々木健、廣瀬竜吾（佐々木→以前は撮影）
- 音声（●）：加藤誠（一時離脱►復帰）
- VE（●）：宇土博喜（一時離脱►復帰）
- 照明（●）：爲(為)貝幸弘（一時離脱►復帰）
- PA（●）：大島啓光（一時期録音の回あり）
- 録音（●）：三木肇
- 編集：山田琉夏（●）
- MA：杉本奈穂
- 音効：村松聡（佳夢音）
- 技術協力：千代田ビデオ・3one、LOOP（●、一時離脱►復帰）、サンフォニックス（●）
- AP：竹内優希
- ディレクター：刑部仁美、角井春菜、原田莉帆
- 演出：本田史典（nexus）
- プロデューサー：小柿将喜（テレビ東京、●）、高岩秀明（テレビ東京ミュージック）、新井丈二（nexus）
- チーフプロデューサー：星俊一（テレビ東京、●）
- 協力：アップフロントワークス、アップフロントプロモーション
- 制作協力：nexus
- 製作：テレ東ミュージック、テレビ東京

### 過去のスタッフ
- TM：椙本晃一
- TD：千明裕史、穂之上秀男
- カメラ：高村和隆、伊郷憲二、斑目理、佐野潤、吉原輝久、金子貴志、山本暢彦、柿並遼、谷茂岡稔（金子～谷茂岡→●）
- 音声：本田宏文、沖田一亮（●）
- 照明：池田龍司、庄司鉄平、中上歩、原浩之
- VE：萩原浩一、小竹聡子、葛生美紀（●）
- PA：鐘江純一郎（●）、唐松秀弥（●）
- 編集：角田丈太朗、西原悠貴、小瀧翔吾、菊地和美、中村武、大野雅信（●）
- MA：大須賀尚子
- タイトル：ぴーたん
- メイク：兵頭拓也
- 技術協力：テクノマックス、TWOMIX（●）
- 撮影協力：ラジオ日本、スタジオシエラ（#166）
- AD：鈴木麻央
- ディレクター︰秋山翔太
- プロデューサー：渡邊麗・南岡広紀・小野裕之（テレビ東京）、宮川幸二（PROTX）
- チーフプロデューサー：村上徹夫・内田久善・角田康治（テレビ東京）
- 制作協力：PROTX

## エンディングテーマ
第17回以前はエンディングテーマなし
2022年1月からは原則として1ヶ月ごとに曲が変わる
| ハロドリ。2020年8月 - 2024年6月 | ハロドリ。2020年8月 - 2024年6月 | ハロドリ。2020年8月 - 2024年6月                     |
| 回                              | 放送日                          | タイトル                                            |
| 無印1期                         | 無印1期                         | 無印1期                                             |
| ------------------------------- | ------------------------------- | --------------------------------------------------- |
| 18 - 22                         | 2020年8月4日 - 9月1日           | アンジュルム「限りあるMoment」                      |
| 23 - 27                         | 9月8日 - 10月6日                | つばきファクトリー「断捨ISM」                       |
| 28 - 33                         | 10月13日 - 11月17日             | つばきファクトリー「イマナンジ?」                   |
| 34 - 43                         | 11月24日 - 2021年2月2日         | モーニング娘。'20「純情エビデンス」                 |
| 44 - 51                         | 2月9日 - 3月30日                | BEYOOOOONDS「激辛LOVE」                             |
| 52 - 60                         | 4月6日 - 6月1日                 | Juice=Juice「DOWN TOWN」                            |
| 61・62                          | 6月8日・6月15日                 | アンジュルム「はっきりしようぜ」                    |
| 63・64                          | 6月22日・6月29日                | アンジュルム「泳げないMermaid」                     |
| 65 - 67                         | 7月6日 - 7月20日                | アンジュルム「愛されルート A or B?」                |
| 68・69                          | 7月27日・8月3日                 | アンジュルム「泳げないMermaid」                     |
| 70 - 73                         | 8月10日 - 8月31日               | 譜久村聖（モーニング娘。'21）「エキストラ」         |
| 74 - 76                         | 9月7日 - 9月21日                | ハロプロ研修生「きみの登場」                        |
| 77 - 81                         | 9月28日 - 10月26日              | ハロプロ研修生「Upside down girl」                  |
| 82・83                          | 11月2日・11月9日                | 宮本佳林「どうして僕らにはやる気がないのか(2021)」  |
| 84 - 86                         | 11月16日 - 11月30日             | つばきファクトリー「ガラクタDIAMOND」               |
| 87・88                          | 12月7日・12月14日               | モーニング娘。'21「よしよししてほしいの」           |
| 89・90                          | 12月21日・12月28日              | Juice=Juice「プラスティック・ラブ」                 |
| 91 - 94                         | 2022年1月11日 - 2月1日          | 小片リサ「bon voyage!〜 risa covers 〜」            |
| 95 - 98                         | 2月8日 - 3月1日                 | BEYOOOOONDS「英雄〜笑って!ショパン先輩〜」          |
| 99 - 102                        | 3月8日 - 3月29日                | BEYOOOOONDS「ハムカツ黙示録」                       |
| 103 - 106                       | 4月5日 - 4月26日                | モーニング娘。'22「I WISH」                         |
| 107 - 111                       | 5月3日 - 5月31日                | アンジュルム「愛・魔性」                            |
| 112 - 115                       | 6月7日 - 6月28日                | モーニング娘。'22「大・人生 Never Been better!」    |
| 116 - 119                       | 7月5日 - 7月26日                | OCHA NORMA「恋のクラウチングスタート」              |
| 120 - 124                       | 8月2日 - 8月30日                | つばきファクトリー「アドレナリン・ダメ」            |
| 125・126                        | 9月6日・9月13日                 | OCHA NORMA「恋のクラウチングスタート」              |
| 127・128                        | 9月20日・9月27日                | OCHA NORMA「お祭りデビューだぜ!」                   |
| 129 - 133                       | 10月4日 - 11月1日               | アンジュルム「悔しいわ」                            |
| 134 - 137                       | 11月8日 - 11月29日              | Juice=Juice「イニミニマニモ〜恋のライバル宣言〜」   |
| 138 - 141                       | 12月6日 - 12月27日              | OCHA NORMA「運命 CHACHACHACHA〜N」                  |
| 142 - 145                       | 2023年1月10日 - 1月31日         | モーニング娘。'22「Happy birthday to Me!」          |
| 146 - 149                       | 2月7日 - 2月28日                | つばきファクトリー「スキップ・スキップ・スキップ」  |
| 150 - 153                       | 3月7日 - 3月28日                | つばきファクトリー「間違いじゃない 泣いたりしない」 |
| HELLO PROJECT 25YEARS           |                                 |                                                     |
| 154 - 157                       | 2023年4月4日 - 4月25日          | BEYOOOOONDS「夢さえ描けない夜空には」               |
| 158 - 162                       | 5月2日 - 5月30日                | BEYOOOOONDS「求めよ…運命の旅人算」                  |
| 163 - 167                       | 6月6日 - 7月4日                 | アンジュルム「アイノケダモノ」                      |
| 168 - 170                       | 7月11日 - 7月25日               | OCHA NORMA「シェケナーレ」                          |
| 171 - 175                       | 8月1日 - 8月29日                | Juice=Juice「プライド・ブライト」                   |
| 176 - 179                       | 9月5日 - 9月26日                | モーニング娘。'23「HEAVY GATE」                     |
| 180 - 184                       | 10月3日 - 10月31日              | つばきファクトリー「勇気 It's my Life!」            |
| 185 - 188                       | 11月7日 - 11月28日              | モーニング娘。'23「Wake-up Call〜目覚めるとき〜」   |
| 189 - 192                       | 12月5日 - 12月26日              | アンジュルム「RED LINE」                            |
| 無印2期                         |                                 |                                                     |
| 193 - 196                       | 2024年1月9日 - 1月30日          | アンジュルム「ライフ イズ ビューティフル!」         |
| 197 - 200                       | 2月6日 - 2月27日                | OCHA NORMA「Good Luckの胸騒ぎ」                     |
| 201 - 204                       | 3月5日 - 3月26日                | つばきファクトリー「間違いじゃない 泣いたりしない」 |
| 205 - 209                       | 4月2日 - 4月30日                | 小関舞「涙のTomorrow」                              |
| 210 - 213                       | 5月7日 - 5月28日                | Juice=Juice「トウキョウ・ブラー」                   |
| 214 - 217                       | 6月4日 - 6月25日                | BEYOOOOONDS「灰toダイヤモンド」                     |

| ハロドリ。-MUSIC- 2024年7月 - | ハロドリ。-MUSIC- 2024年7月 - | ハロドリ。-MUSIC- 2024年7月 -                                   |
| 回                            | 放送日                        | タイトル                                                        |
| ----------------------------- | ----------------------------- | --------------------------------------------------------------- |
| 218 - 221                     | 2024年7月9日 - 7月30日        | アンジュルム「うわさのナルシー」                                |
| 222 - 225                     | 8月6日 - 8月27日              | モーニング娘。'24「最KIYOU」                                    |
| 226 - 230                     | 9月3日 - 10月1日              | つばきファクトリー「ベイビースパイダー」                        |
| 231 - 234                     | 10月8日 - 10月29日            | OCHA NORMA「ちはやぶる」                                        |
| 235 - 238                     | 11月5日 - 11月26日            | アンジュルム「初恋、花冷え」                                    |
| 239 - 242                     | 12月3日 - 12月24日            | モーニング娘。'24「勇敢なダンス」                               |
| 243 - 246                     | 2025年1月7日 - 1月28日        | BEYOOOOONDS「Do-Did-Done」                                      |
| 247 - 250                     | 2月4日 - 2月25日              | Juice=Juice「今夜はHearty Party」                               |
| 251 - 255                     | 3月4日 - 4月1日               | ロージークロニクル「へいらっしゃい!～ニッポンで会いましょう～」 |
| 256 - 259                     | 4月8日 - 4月29日              | ロージークロニクル「ウブとズル」                                |
| 260 - 263                     | 5月6日 - 5月27日              | アンジュルム「光のうた」                                        |
| 264 - 268                     | 6月3日 - 7月1日               | つばきファクトリー「My Days for You」                           |
| 269 - 272                     | 7月8日 - 7月29日              | ロージークロニクル「ガオガオガオ」                              |
| 273 - 000                     | 8月5日 -                      | OCHA NORMA「女の愛想は武器じゃない」                            |

## ネット局と放送時間
※各局、編成の都合により、放送時間の変更および放送休止が発生することがある。
| 放送対象地域 | 放送局              | 放送系列       | 放送期間               | 放送時間                     | 備考       | 放送日の遅れ |
| ------------ | ------------------- | -------------- | ---------------------- | ---------------------------- | ---------- | ------------ |
| 関東広域圏   | テレビ東京（TX）    | テレビ東京系列 | 2020年4月7日 - 放送中  | 火曜 1:00 - 1:30（月曜深夜） | 制作局     | -            |
| 全国放送     | BSテレ東            | BSデジタル     | 2020年4月13日 - 放送中 | 月曜 1:00 - 1:30（日曜深夜） | 遅れネット | 6日遅れ      |
| 和歌山県     | テレビ和歌山（WTV） | 独立局         | 2020年5月8日 - 放送中  | 金曜 1:35 - 2:05（木曜深夜） | 遅れネット | 24日遅れ     |
| 滋賀県       | びわ湖放送（BBC）   | 独立局         | 2020年6月3日 - 放送中  | 水曜 12:00 - 12:30           | 遅れネット | 120日遅れ    |

## リリース
1. Hello! Project ～ONE PLUS ONE～ Season 1（2022年10月19日、BD）